# Nienburg/Weser

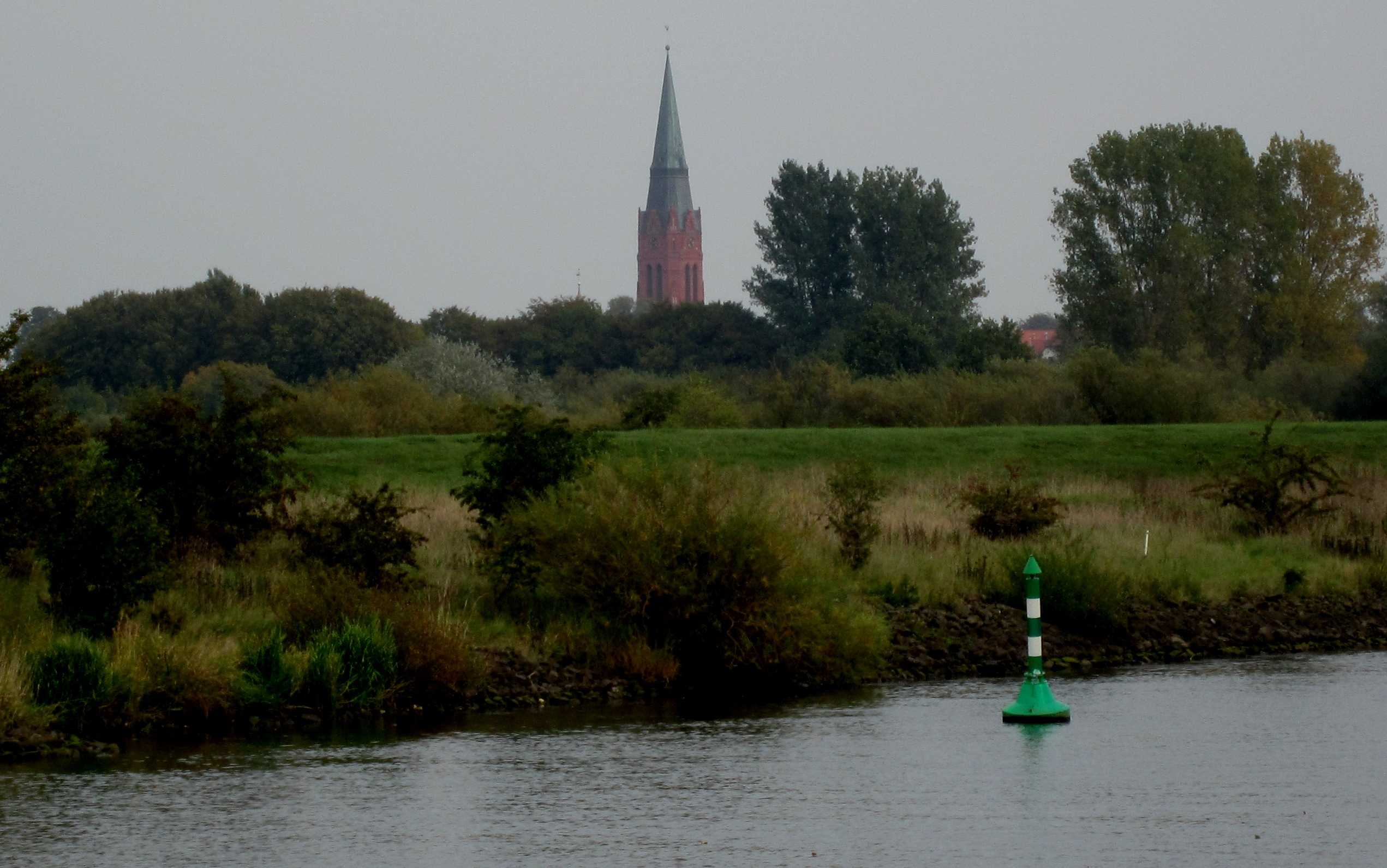
Weser bei Nienburg; im Hintergrund die St.-Martins-Kirche

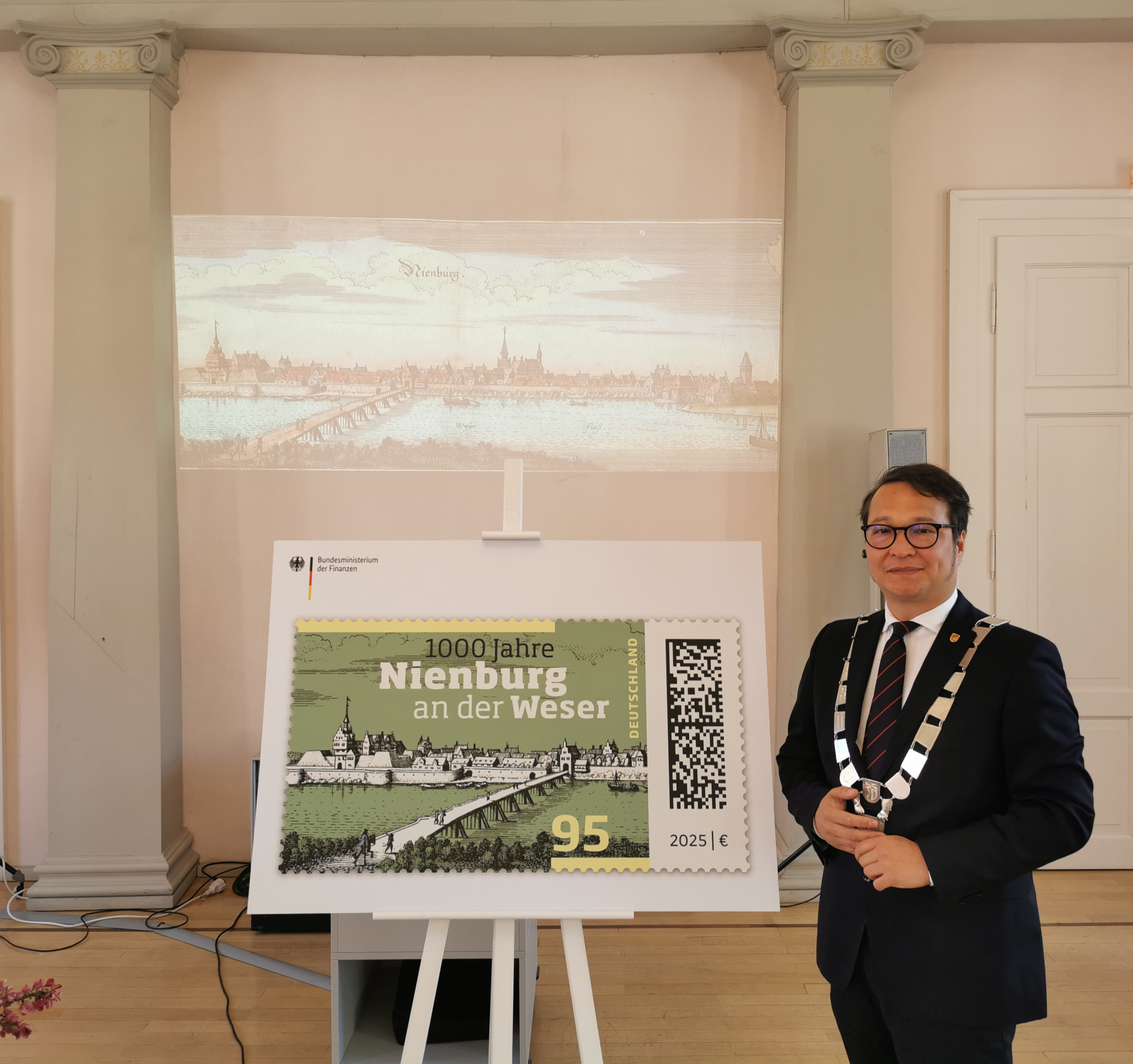
Bürgermeister Jan Wendorf bei der Präsentation des Sonderpostwertzeichens „1000 Jahre Nienburg an der Weser“

Nienburg/Weser (plattdeutsch Näinborg, Nienborg, Neenborg oder Negenborg) ist die Kreisstadt des gleichnamigen Landkreises in Niedersachsen und eine selbständige Gemeinde.

## Geografie

### Geografische Lage
Die Stadt Nienburg liegt an der Weser in der Norddeutschen Tiefebene in der Mittelweserregion. Die Landschaft ist geprägt durch das Weserurstromtal und die angrenzenden Geest- und Moorbereiche. Die Höhe beträgt 25 m ü. NHN. Bei Nienburg mündet die Große Aue in die Mittelweser. Sie entwässert das Gebiet des westlichen Kreises Minden-Lübbecke bis westlich der Stadt Nienburg vom Wiehengebirge her.
Südlich von Nienburg/Weser erstrecken sich mit bis zu 161,4 m ü. NHN als nächster Höhenzug die Rehburger Berge.
Nördlich der Stadt Nienburg/Weser liegt im Landkreis Nienburg der geographische Mittelpunkt des Landes Niedersachsen. Die nächsten Oberzentren sind Hannover, 51 km südöstlich und Bremen 64 km nördlich.
Nördlich liegt die Metropolregion Nordwest, Nienburg gehört mit dem Kreis Nienburg zur Metropolregion Hannover-Braunschweig-Göttingen-Wolfsburg.

### Stadtgliederung

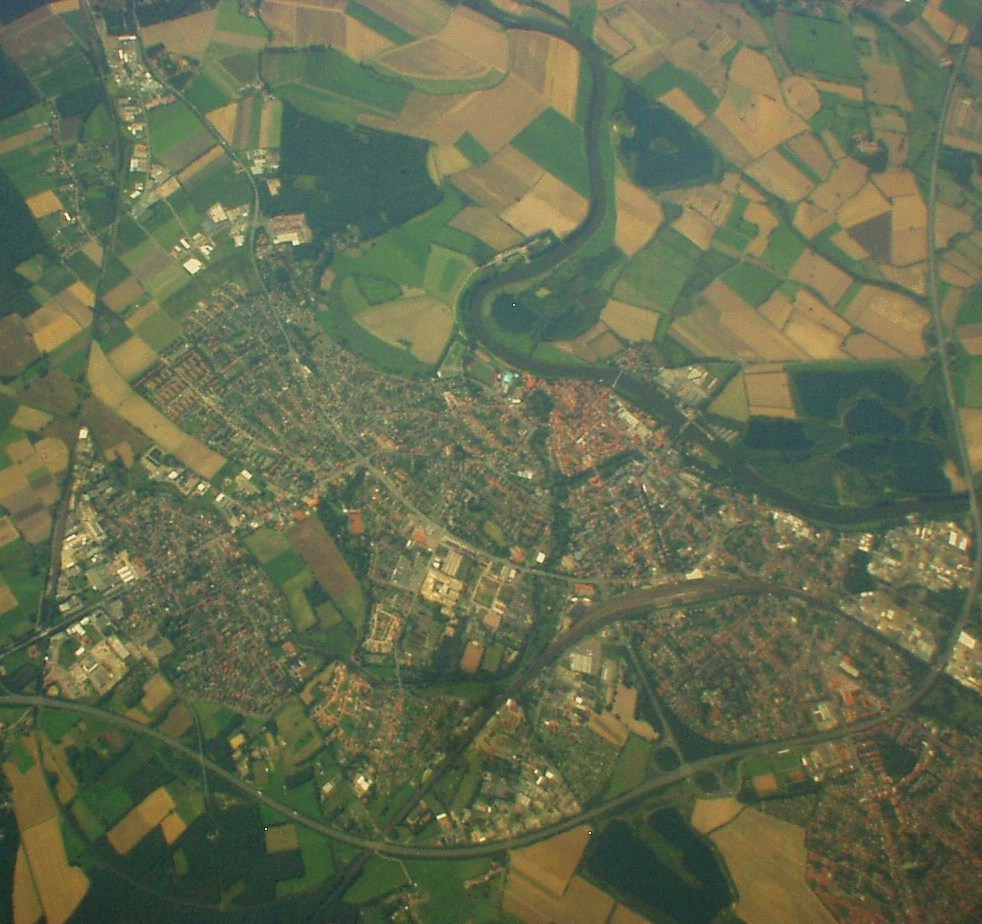
Nienburg aus der Luft gesehen

Nach der Hauptsatzung der Stadt Nienburg/Weser bilden die Stadtteile
- Erichshagen-Wölpe
- Holtorf
- Langendamm
- Schäferhof/Kattriede

jeweils eine Ortschaft.
Innerhalb der Kernstadt Nienburg gibt es verschiedene Quartiere, deren Bezeichnungen auch in offiziellen Dokumenten verwendet werden:
- Nordertor
- Leintor
- Lehmwandlung
- Alpheide

### Nachbargemeinden
Die Nachbargemeinden der Stadt Nienburg/Weser sind im Uhrzeigersinn:
| Bremen, Syke 64 km, 45 km                         | Verden (Aller), Rotenburg (Wümme), Hoya 36 km, 60 km, 24 km | Walsrode, Hamburg 41 km, 142 km               |
| Diepholz, Sulingen 63 km, 32 km                   | Kompassrose, die auf Nachbargemeinden zeigt                 | Schwarmstedt, Celle 33 km, 66 km              |
| Osnabrück, Minden, Bielefeld 105 km, 50 km, 99 km | Rehburg-Loccum, Stadthagen 21 km, 42 km                     | Hannover, Neustadt am Rübenberge 51 km, 24 km |

### Klima
Nienburg/Weser liegt im Übergangsbereich vom überwiegend vorherrschenden maritimen Klima sowie dem schwächer und in dieser Gegend nur temporär ausgeprägten Kontinentalklima. Daher sind die Temperaturen und Niederschläge im Jahresverlauf relativ ausgeglichen. Die Sommer sind im Vergleich zum hochkontinentalen Klima eher kühl, die Winter eher warm.

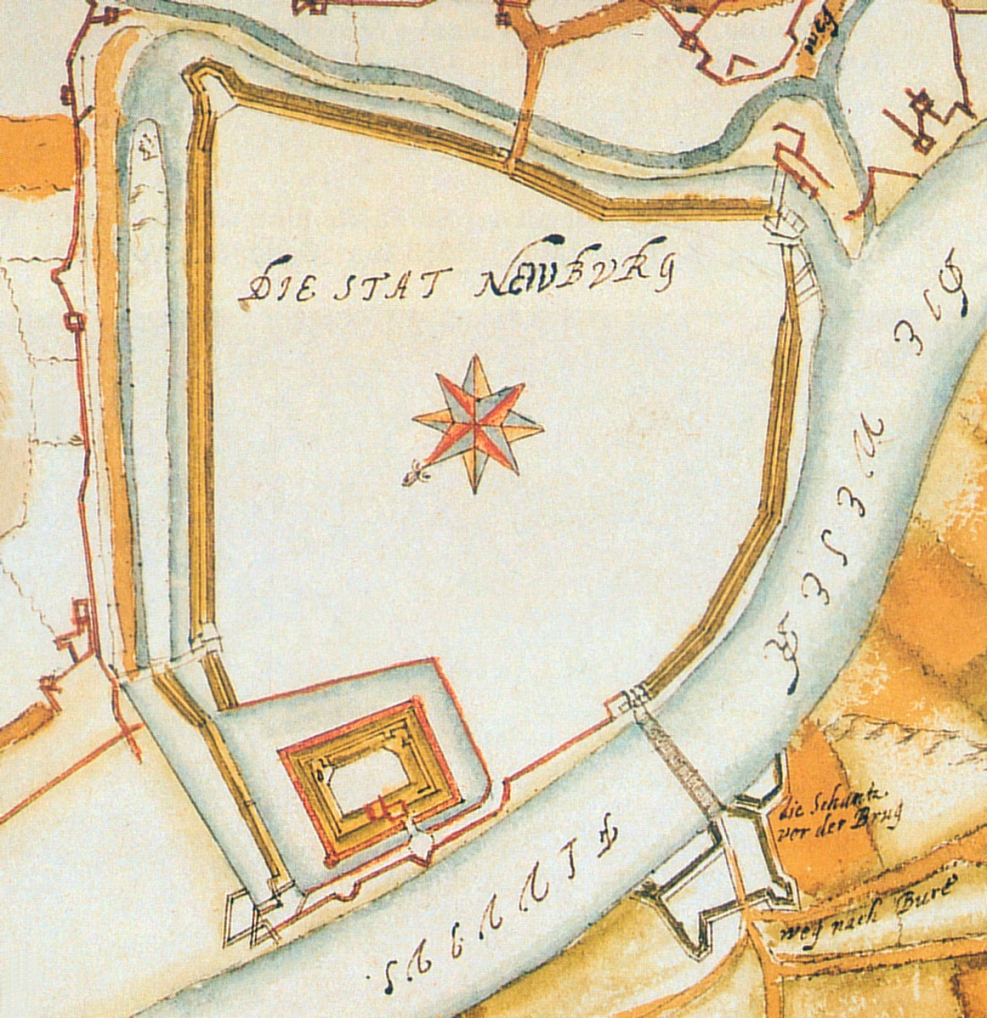
Älteste Kartendarstellung der mittelalterlichen Stadtbefestigung Nienburg, 1627

|                        | Jan  | Feb  | Mär  | Apr  | Mai  | Jun  | Jul  | Aug  | Sep  | Okt  | Nov  | Dez  |   |       |
| Mittl. Temperatur (°C) | 0,8  | 1,4  | 4,3  | 8,0  | 12,9 | 15,9 | 17,2 | 17,0 | 13,7 | 9,7  | 5,1  | 2,1  | ⌀ | 9     |
|                        |      |      |      |      |      |      |      |      |      |      |      |      |   |       |
| Niederschlag (mm)      | 60,5 | 44,7 | 52,1 | 50,0 | 59,8 | 76,8 | 66,0 | 65,7 | 52,7 | 48,5 | 59,9 | 67,0 | Σ | 703,7 |
|                        |      |      |      |      |      |      |      |      |      |      |      |      |   |       |
| Sonnenstunden (h/d)    | 1,1  | 2,2  | 3,2  | 4,8  | 6,2  | 6,4  | 5,9  | 5,9  | 4,3  | 3,0  | 1,4  | 0,9  | ⌀ | 3,8   |

|  |

|  |

|  |

|  |

|  |

|  |

|  |

|  |

|  |

|  |

|  |

|  |

|  |

|  |

|  |

|  |

|  |

|  |

|  |

|  |

|  |

|  |

|  |

|  |

## Geschichte

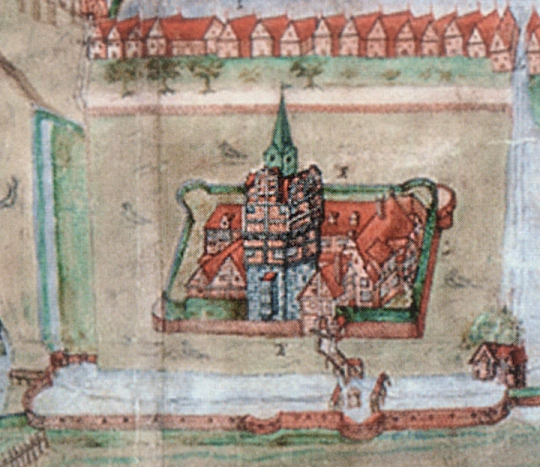
Schloss Nienburg, 1634

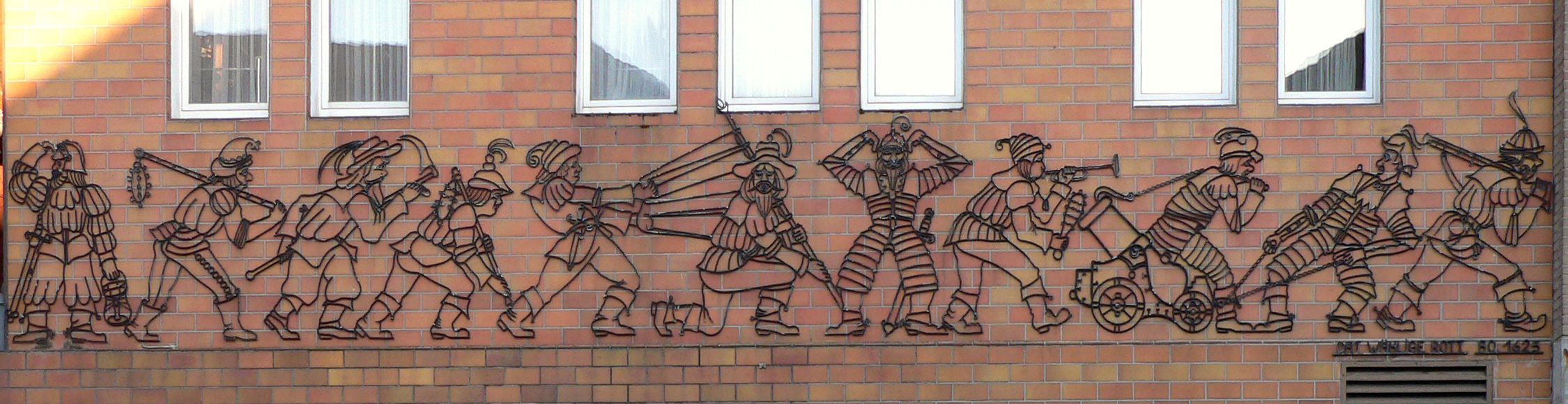
Ausfall des wähligen Rott 1625 im Dreißigjährigen Krieg als Darstellung an einem Gebäude in Nienburg

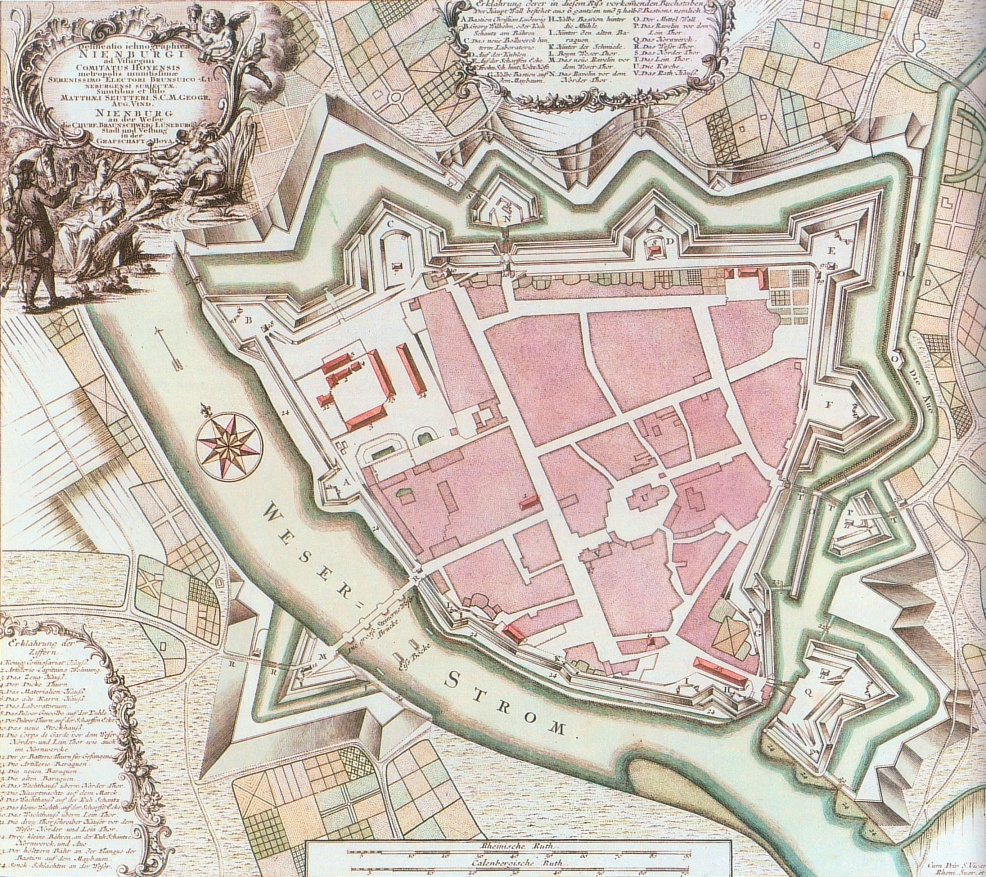
Plan der zur Landesfestung ausgebauten Stadt Nienburg um 1736

Nienburg wird erstmals 1025 in einer Urkunde des Bistums Minden erwähnt. Der Ortsname Nienburg leitet sich von der Bezeichnung Nyge Borg, was „neue Burg“ bedeutet. Daraus bildete sich im Laufe der Zeit der Name Nienburg. Der Name neue Burg lässt auf das frühere Vorhandensein einer alten Burg schließen oder damit war eine ältere, benachbarte Burg (zum Beispiel Burg Wölpe oder Drakenburg) gemeint.
Im Mittelalter entstand die Stadtbefestigung Nienburg mit Wällen, Gräben und Palisaden, von der sich keine sichtbaren Reste erhalten haben. 1215 kam Nienburg an die Grafen von Hoya und erhielt 1225 Stadtrechte. Nach Teilung der Grafschaft Hoya im Jahre 1345 wurde Nienburg Residenz, bis Graf Otto VIII. von Hoya 1582 ohne Nachkommen starb. Nienburg gelangte in den Besitz der Herzöge zu Braunschweig-Lüneburg, die die Grafschaft unter sich aufteilten und Nienburg mit dem am Ortsrand liegenden Schloss Nienburg zu einer Bastionärsfestung ausbauten.
Während der Herrschaft der Grafen von Hoya in Nienburg wurden für die Burgbewohner und -gäste große Mengen von Lebensmitteln benötigt. Zur Erzeugung dieser Lebensmittel wurde vor dem Mühlentor der Burg im Weserbogen ein landwirtschaftlicher Betrieb eingerichtet und unterhalten. So entstand das „Vorwerk Schäferhof“. Nach dem Aussterben der Grafen von Hoya im Jahr 1582 verpachteten die neuen Landesherren die Hof- und Gebäudeflächen. So entstand eine Domäne.
Im Dreißigjährigen Krieg war Nienburg oft von Kriegshandlungen betroffen. 1623 versammelte Herzog Georg von Calenberg Truppen in Nienburg. 1625 wurde das vom dänischen Kommandanten Limbach gehaltene Nienburg von Tilly vergeblich belagert. Während dieser Belagerung erbeuteten Nienburger Bürger bei einem nächtlichen Ausbruch eine Fahne Tillys. Diese Gruppe nannte sich „Dat Wählige Rott“ und ist heute noch als Tradition auf dem Nienburger Scheibenschießen lebendig. In den Folgejahren hatte Nienburg stark unter weiteren Besatzungen, Zerstörungen, Kriegsauflagen, Einquartierungen und der Pest zu leiden. 1627 wurde Nienburg von kaiserlichen Truppen in Besitz genommen. Tilly hielt sich nun mehrmals in Nienburg auf, und auch Pappenheim war oft hier. 1635 konnte Herzog Georg Nienburg wieder in seinen Besitz bringen. Nach dem Prager Frieden besetzten schwedische Truppen die Stadt. Trotz des Westfälischen Friedens blieben sie bis 1650. Es dauerte mehrere Jahre, bis Festungsanlagen, Stadttore und Bürgerhäuser wieder errichtet werden konnten.
In den Jahren 1715 bis 1723 wurde die erste steinerne Brücke über die Weser errichtet. Sie war ein königliches Geschenk von Georg III., Kurfürst von Hannover, der im Jahre 1714 als George I. den Thron von Großbritannien bestieg. Erster Baumeister der Brücke war Johann Michael Führer, der die Brücke bis 1718 soweit herstellte, dass sie mit leichten Fuhrwerken befahren werden konnte. Sie wurde im Jahre 1903 abgerissen, um den gewachsenen Schiffsverkehr auf der Weser nicht zu beeinträchtigen.
Während des Siebenjährigen Kriegs wurde Nienburg 1757 von französischen Truppen besetzt. Wieder hatte die Stadt unter Einquartierungen und Kontributionen zu leiden. 1758 wurden die Franzosen von Herzog Ferdinand vertrieben.
Während der Napoleonischen Kriege wurde Nienburg 1803 erneut von französischen Truppen besetzt. Die Bevölkerung litt an den Folgen der erneuten Besatzung und den Einquartierungen. Nienburg gehörte von 1810 bis 1813 als Kommune Nienburg des Arrondissements Nienburg im Département des Bouches-du-Weser zum Französischen Kaiserreich. In dieser Zeit wurden die Festungswälle beseitigt. Nach Napoleon Bonapartes missglücktem Russlandfeldzug 1812 flohen die französischen Truppen im Jahr darauf aus der Stadt und sprengten bei ihrem Abzug in der Nacht vom 14./15. Oktober 1813 den mittleren Bogen der steinernen Weserbrücke. Sie wurde am 22. April 1814 mit einem behelfsmäßigen Hängewerk wieder eröffnet.
Mit der Eröffnung der Bahnstrecke Wunstorf–Bremen wurde Nienburg 1847 an das Netz der Königlich Hannöverschen Staatseisenbahnen angeschlossen. Dies löste Industrieansiedlungen aus. Es entstanden die Chemische Fabrik Nienburg, die später in der Kali Chemie aufging, die Düngemittelfabriken von Klamroth und Hoyermann und die Ratjensche Leimfabrik. Der in unmittelbarer Nähe vorhandene Glassand führte 1873 zur Gründung der Heyeschen Glashütte. Zwanzig Jahre später entstand die Glashütte von Himly und Holscher (Himly, Holscher & Co.)
Obwohl Anfang 1933 die SPD zunächst noch die stärkste Partei in der Stadt war, griff auch hier die Gleichschaltung schnell.
1936 wurde am Stadtrand von Nienburg eine neue Kaserne, die „Mudra-Kaserne“, errichtet, benannt nach dem preußischen General der Infanterie Bruno von Mudra. In diese zog das Pionierbataillon 22 ein. Als diese Einheit zu Beginn des Zweiten Weltkriegs an die Kriegsfront verlegt wurde, brachte man hier etwa 1000 gefangen genommene Offiziere der polnischen Streitkräfte unter. Das waren die Anfänge des späteren Kriegsgefangenenlagers Stammlager „Stalag X C“ und des Offizierslagers „Oflag X B“.

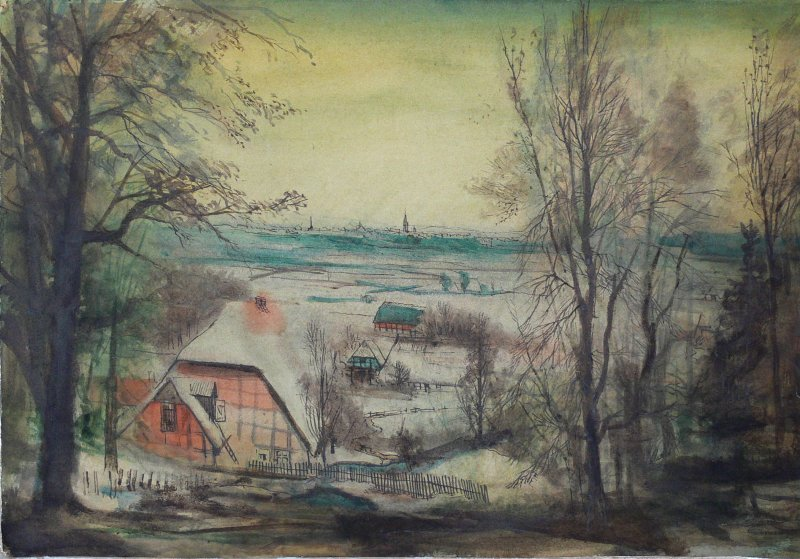
„Blick auf Nienburg“; Aquarell, Federzeichnung von Ernst Thoms, 1946

Am 9. April 1945 marschierten britische Truppen in Nienburg ein. In Folge von Flucht und Vertreibung aus den deutschen Ostgebieten wurden in der Nachkriegszeit im Stadtgebiet verschiedene Flüchtlingslager errichtet, wo zum Beispiel Heimatvertriebene aus Schlesien unterkamen. Solche Lager befanden sich unter anderem in Langendamm und in der Ziegelkampstraße (das Camp Churchill).
Als 1962 die Pachtzeit für die Domäne auslief, wurde nach einem Grundsatzbeschluss der Landesregierung, alle Domänen aufzulösen, auch die Domäne Schäferhof nicht wieder verpachtet.
RAUZWI – Lebendige Archäologie Mittelweser ist ein Archäologieverein mit Sitz in Nienburg. Vereinsziel ist die Erforschung archäologischer Fundstellen im Mittelwesergebiet bei Liebenau und Steyerberg sowie ihre Rekonstruktion.

### Eingemeindungen
Im Rahmen der niedersächsischen Gebietsreform wurden am 1. März 1974 die Nachbargemeinden Erichshagen (Flecken), Holtorf und Langendamm sowie Teile der aufgelösten Gemeinde Leeseringen (Schäferhof/Kattriede) eingegliedert.

### Einwohnerentwicklung

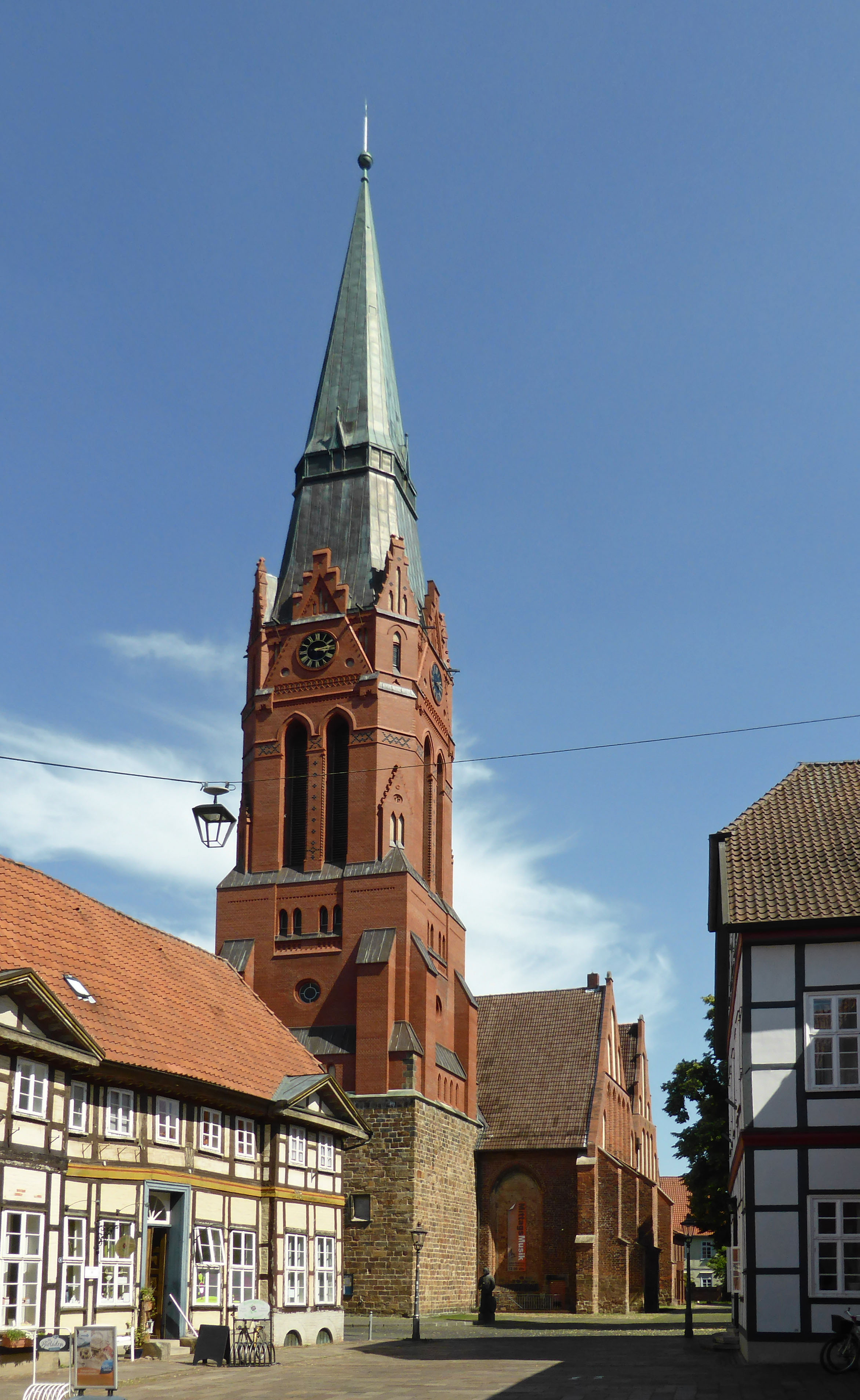
St.-Martin-Kirche

| Jahr      | 1961   | 1970   | 1987   | 1992   | 1997   | 1998   | 1999   | 2000   | 2001   | 2002   | 2003   | 2004   | 2005   |
| --------- | ------ | ------ | ------ | ------ | ------ | ------ | ------ | ------ | ------ | ------ | ------ | ------ | ------ |
| Einwohner | 30.111 | 31.280 | 29.427 | 31.444 | 32.837 | 32.789 | 32.659 | 32.611 | 32.454 | 32.462 | 32.543 | 32.691 | 32.803 |

| Jahr      | 2006   | 2007   | 2008   | 2009   | 2010   | 2011   | 2012   | 2013   | 2014   | 2015   | 2017   | 2018   | 2019   |
| --------- | ------ | ------ | ------ | ------ | ------ | ------ | ------ | ------ | ------ | ------ | ------ | ------ | ------ |
| Einwohner | 32.764 | 32.384 | 32.205 | 32.152 | 31.924 | 31.862 | 31.719 | 30.677 | 30.691 | 31.193 | 31.602 | 31.550 | 31.448 |

(1961 am 6. Juni, 1970 am 27. Mai, jeweils mit den später eingemeindeten Orten, ab 1987 jeweils zum 31. Dezember)
|  |

## Religion
Nienburg war von 1976 bis 2007 Sitz der Landessuperintendentur des ehemaligen Sprengels Calenberg-Hoya der Evangelisch-lutherischen Landeskirche Hannovers. Heute ist Nienburg Sitz eines evangelisch-lutherischen Kirchenkreises. In Nienburg gehören dazu die historische Kirche St. Martin in der Stadtmitte, die Kirche St. Michael von 1957 an der Martinsheidestraße, und die Kreuzkirche von 1964 an der Steigerthalstraße.

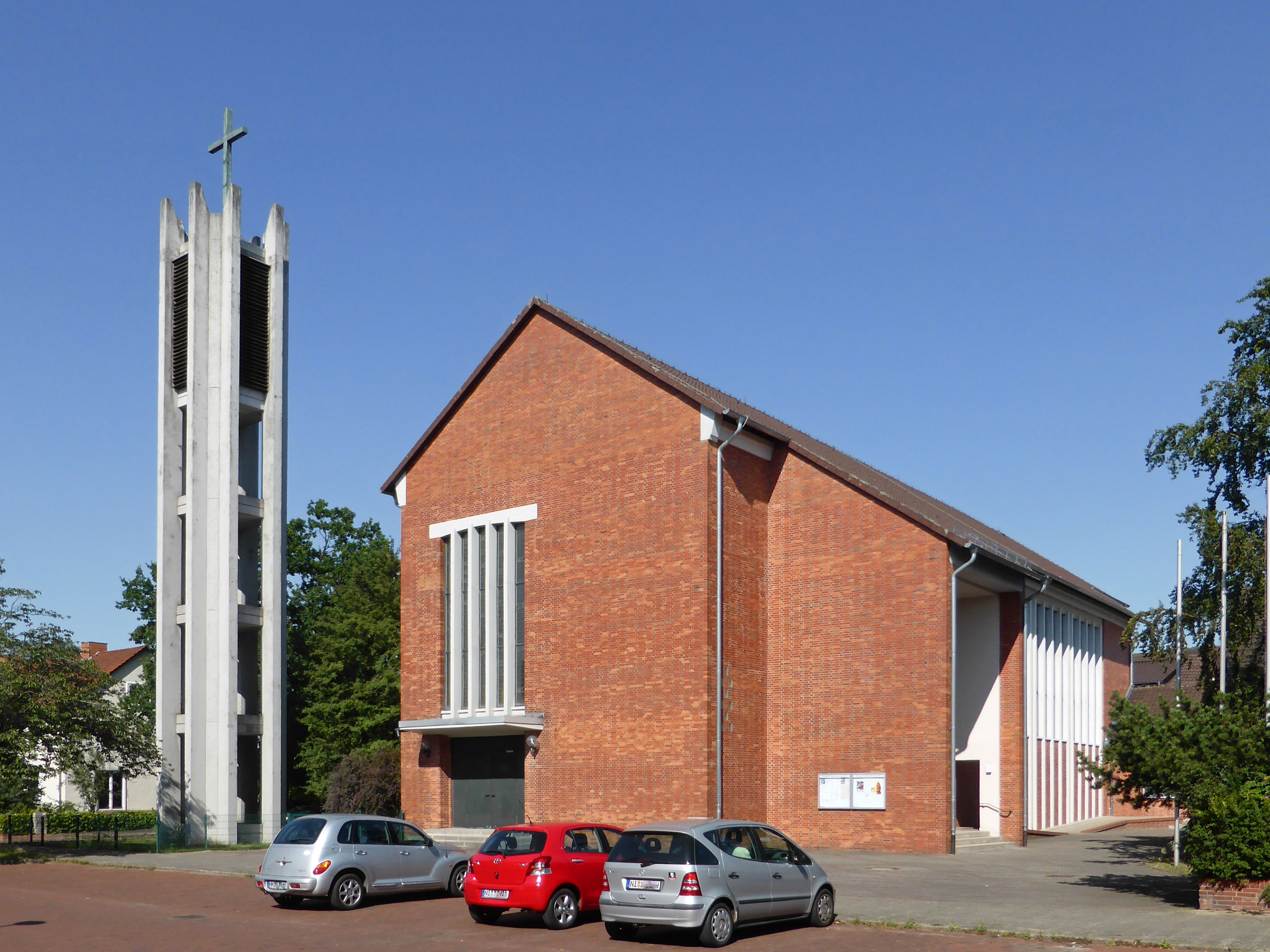
St.-Bernward-Kirche

Die katholische Kirche St. Bernward, benannt nach Bernward von Hildesheim, befindet sich an der Stettiner Straße. Sie wurde von Josef Fehlig erbaut, 1957 geweiht und 1980 um einen freistehenden Glockenturm ergänzt. Zuvor bestand bereits unter dem gleichen Patrozinium eine 1862 geweihte kleine katholische Kirche in Nienburg. Die Pfarrgemeinde St. Bernward gehört zum Dekanat Hannover im Bistum Hildesheim, zu ihr gehörte von 2006 bis 2015 auch die Kirche Hl. Familie in Rodewald.
Durch Flüchtlinge entstand 1946 die Evangelisch-Freikirchliche Gemeinde Nienburg (Baptisten), zunächst mit einem sehr weiten Einzugsbereich und unterschiedlichen Gottesdienstorten. In Nienburg war dieses zunächst im Diakonissenhaus am Stahnwall. 1959 wurde am Grefengrund eine Scheune erworben und zum Gemeindehaus umgebaut. 2011 wird die Mitgliederzahl der Gemeinde mit 130 angegeben.
Eine Neuapostolische Kirche befindet sich am Amselhof. Ferner sind eine Landeskirchliche Gemeinschaft, eine Freie Christengemeinde, die Kirche Jesu Christi der Heiligen der Letzten Tage, die Zeugen Jehovas und eine Türkisch-Islamische Gemeinde in Nienburg vertreten.
Weitere Kirchen befinden sich in zu Nienburg eingemeindeten Ortschaften.

## Politik

### Rat
Der Rat der Stadt Nienburg hat 38 Mitglieder. Dies ist die festgelegte Anzahl für eine Gemeinde mit einer Einwohnerzahl zwischen 30.001 und 40.000 Einwohnern. Die 38 Ratsmitglieder werden durch eine Kommunalwahl für jeweils fünf Jahre gewählt. Die laufende Amtszeit begann am 1. November 2021 und endet am 31. Oktober 2026.
Stimmberechtigt im Rat ist außerdem der hauptamtliche Bürgermeister Jan Wendorf (parteilos).
Die letzte Kommunalwahl vom 12. September 2021 ergab das folgende Ergebnis:
| Sitzverteilung im Rat der Stadt Nienburg/Weser 2021–2026Insgesamt 38 Sitze - Linke: 1 - SPD: 10 - Grüne: 7 - WG: 3 - Unabh.: 1 - FDP: 3 - CDU: 12 - AfD: 1 |

Die SPD hat sich mit der FDP und dem Einzelbewerber Andreas Schmied zur Gruppe SPD-FDP+ (14 Sitze) zusammengeschlossen. Bündnis 90/Die Grünen bilden mit der Ratsfrau der Linken die Gruppe Grüne-Linke (8 Sitze).

### Bürgermeister
Hauptamtlicher Bürgermeister der Stadt Nienburg ist Jan Wendorf (parteilos). Er setzte sich in einer Stichwahl am 26. September 2021 mit 51,1 % der Stimmen gegen Bernd Rudolph (parteilos) durch. Die stellvertretenden Bürgermeister sind Klaas Warnecke (SPD), Tim Hauschildt (CDU) und Abdel-Karim Iraki (Grüne).

### Wappen
Blasonierung: Gespalten von Gold und Rot; vorn geteilt, oben im mit neun roten Herzen bestreuten Feld ein reißender, nach vorn schreitender, rotgezungter blauer Löwe, unten eine rotbewehrte, nach vorn zeigende schwarze Bärentatze; hinten, über fünf Mal gezinnter Mauer mit offenem Tor, elf Mal gezinntem Torbogen und silbernem Fallgatter, drei spitz und blau bedachte, dreifach gefensterte silberne Türme mit goldenen Kugeln.
Die Bärentatze verweist auf die Grafen von Hoya, in deren Besitz Nienburg 1215 bis 1582 war. Der Löwe mit den Herzen bezieht sich auf die welfischen Herzöge zu Braunschweig-Lüneburg, zu deren Herrschaftsbereich Nienburg 1582 bis 1866 gehörte. Der Torbogen mit Türmen gilt als Zeichen von Wehrhaftigkeit, für den Besitz von Stadtrechten und die drei ehemaligen Stadttore Nienburgs (Lein-, Norder- und Wesertor).

### Städtepartnerschaften
Nienburgs Partnerstädte sind
- Las Cruces, New Mexico (Vereinigte Staaten)
- Wizebsk (Belarus)
- Bartoszyce (dt. Bartenstein; Polen)
- Nienburg (Saale) (Deutschland)

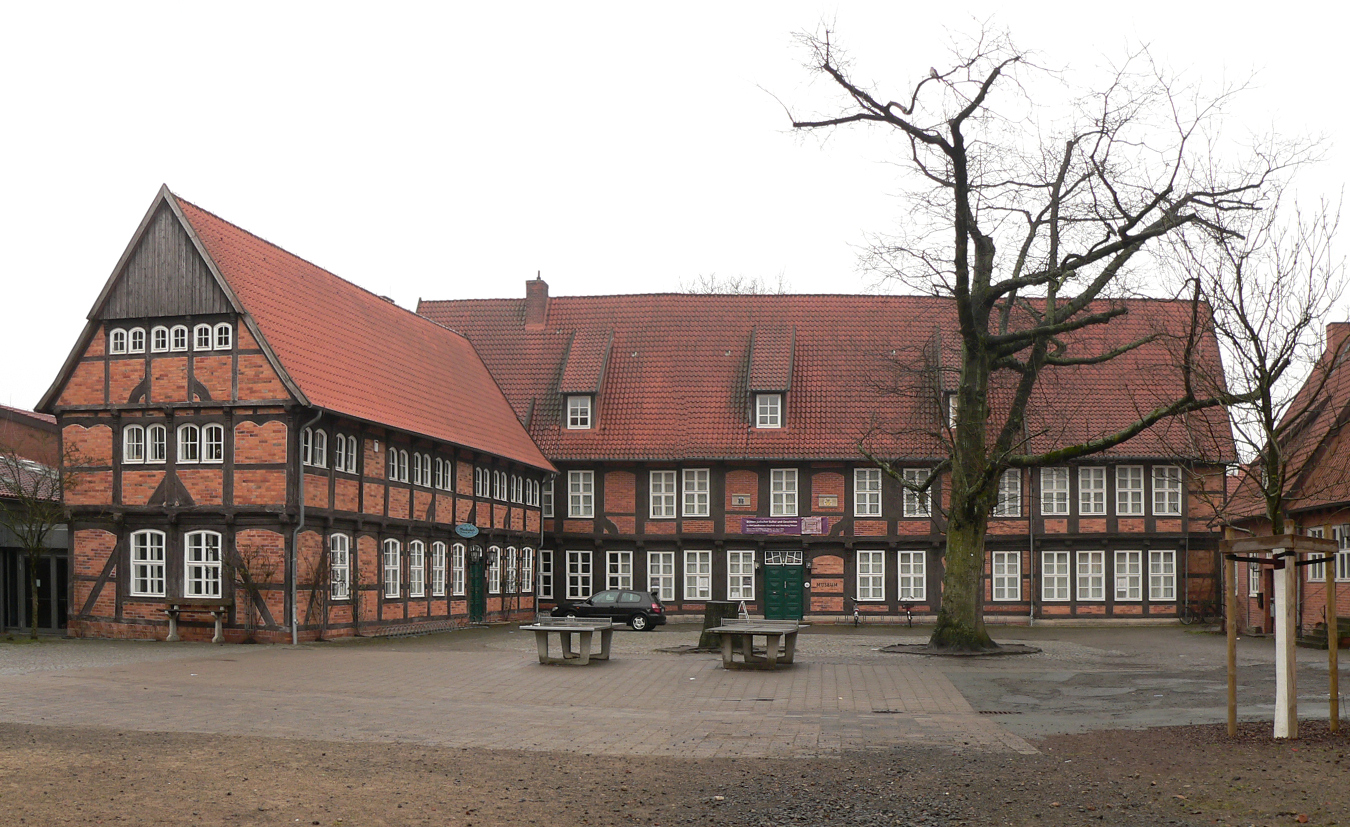
Fresenhof mit dem Museum Nienburg

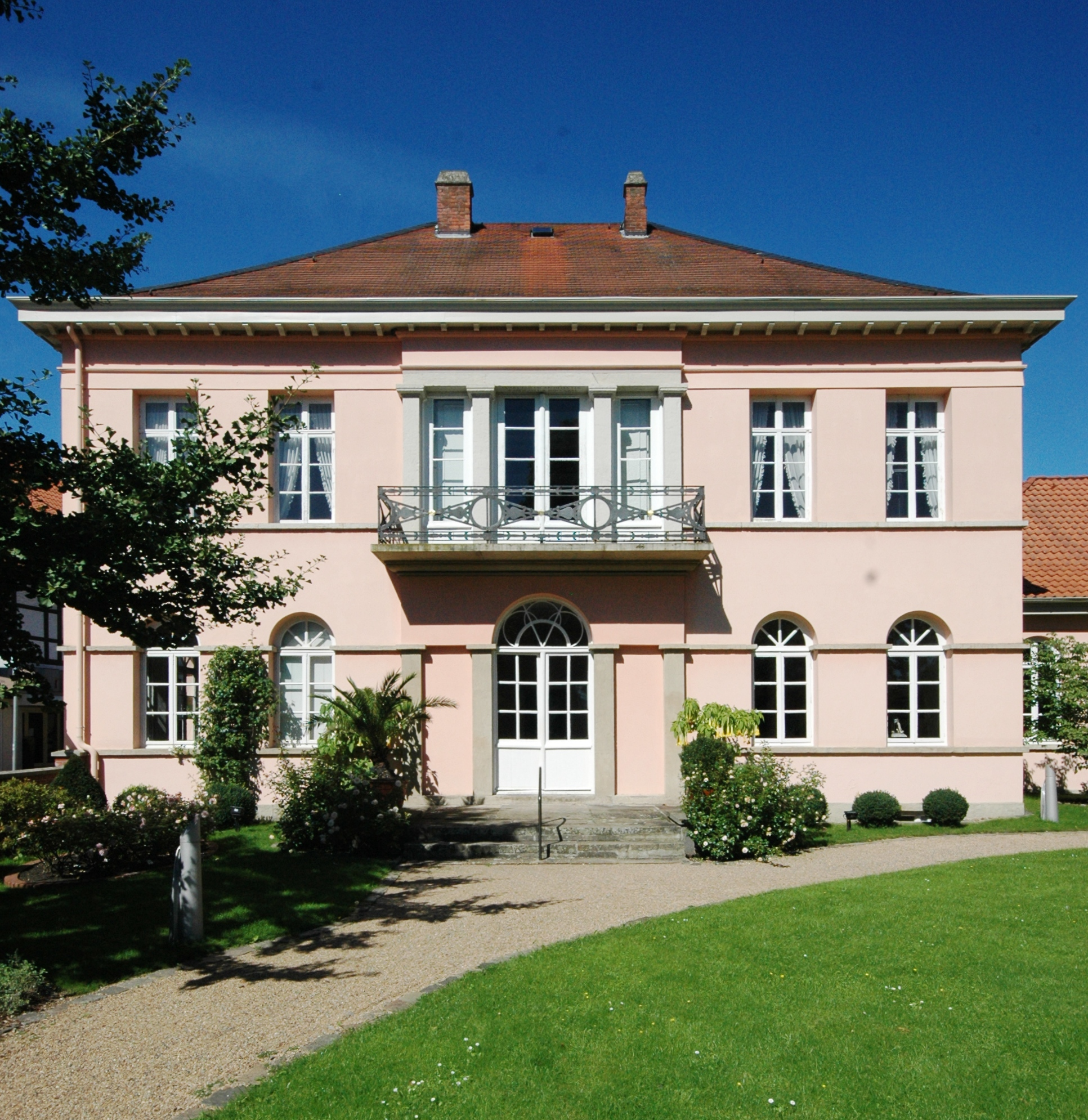
Quaet-Faslem-Haus

## Kultur und Sehenswürdigkeiten

### Theater und Museen
- Das Theater auf dem Hornwerk bietet über 100 Aufführungen pro Jahr auf 626 Sitzplätzen an.[21]
- Das Kulturzentrum Nienburger Kulturwerk ist ein Ort für Begegnung und Kommunikation, in dem regelmäßig regional- und überregional bekannte Künstler der Kabarett- und Kleinkunstszene auftreten. Träger des Kulturzentrums ist der Verein „Nienburger Kulturwerk e. V.“[22]
- Das Museum Nienburg im früheren Burgmannshof Fresenhof ist das Museum für Geschichte und Archäologie in der Region.
- Das Polizeimuseum Niedersachsen ist Teil der Polizeiakademie Niedersachsen.

### Musik
Im Keller des Jazz-Clubs Nienburg e. V. in der Leinstraße finden regelmäßig Veranstaltungen statt. Darüber hinaus ist in der Leinstraße die Musikschule Nienburg/W. e. V. untergebracht, die aktiv am Nienburger Musikleben teilnimmt, zum Beispiel durch Teilnahme am Nienburger Scheibenschießen, Pfingstkonzert oder am Volkstrauertag. Ferner bieten die Musikschüler regelmäßige Konzerte im kleinen Rahmen an oder sorgen für die musikalische Umrahmung von Veranstaltungen, wie Adventsbasar, Museumsfest etc. Einmal im Jahr geben das Konzert- und Swingorchester und das Jugendsinfonieorchester der Musikschule ein Konzert. Die Rockinitiative Nienburg/Weser e. V. fördert und unterstützt als lokales Netzwerk die heimische Musikszene, etwa durch eigene Veranstaltungen, wie die Konzertreihe „Music Against Discrimination“, das „Burn Out Festival“ oder das „Weserbeatz Open Air“, das in Zusammenarbeit mit dem Weserbeatz e. V. umgesetzt wird.

### Bauwerke

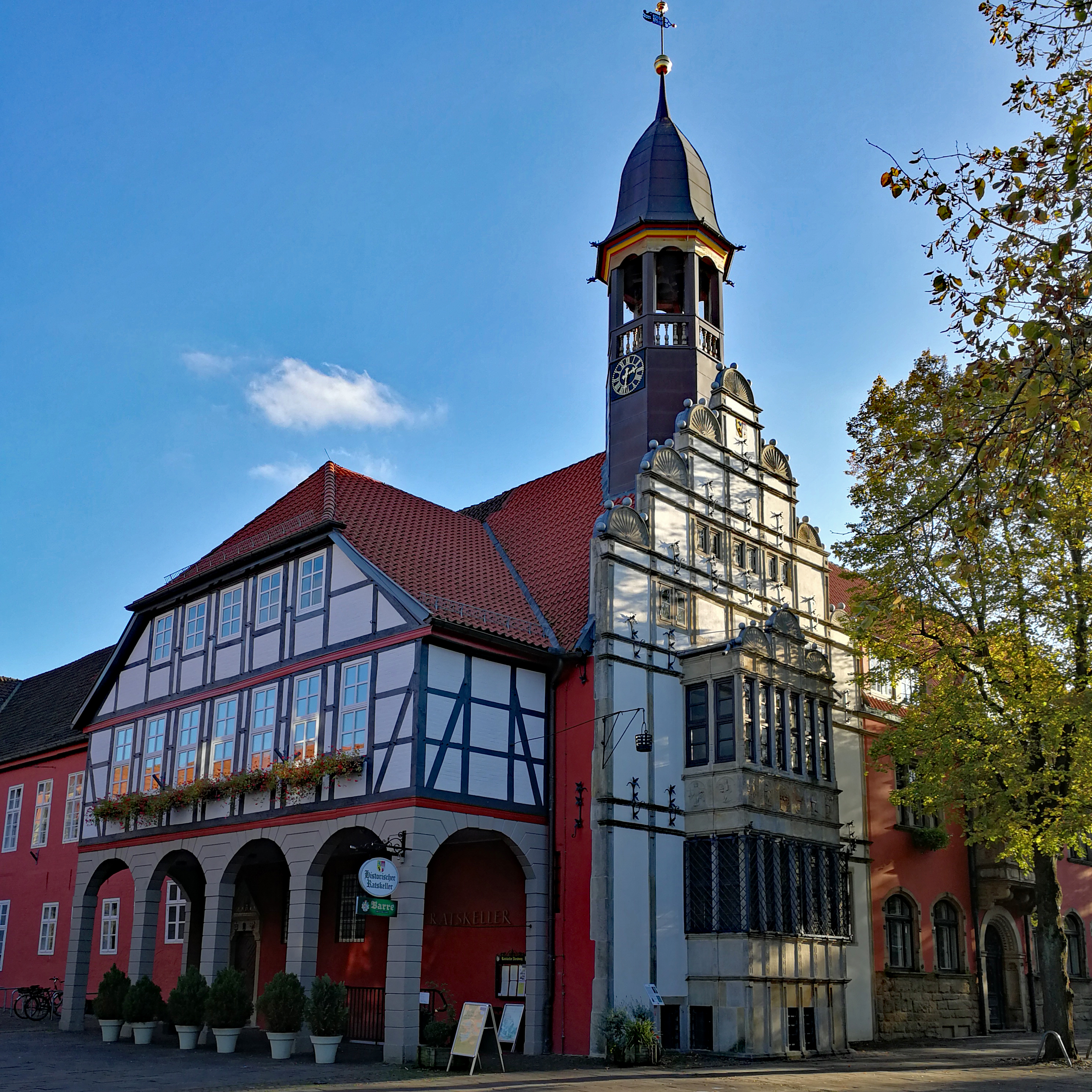
Rathaus mit Giebel aus der Renaissance, Fachwerk, Laube und Turm barock

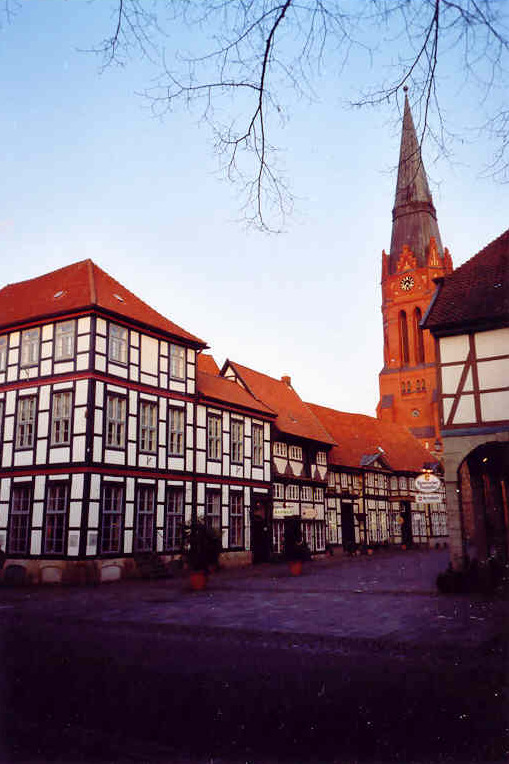
Fachwerkhäuser am Markte, hinten Martinskirche, ganz rechts Rathauslaube

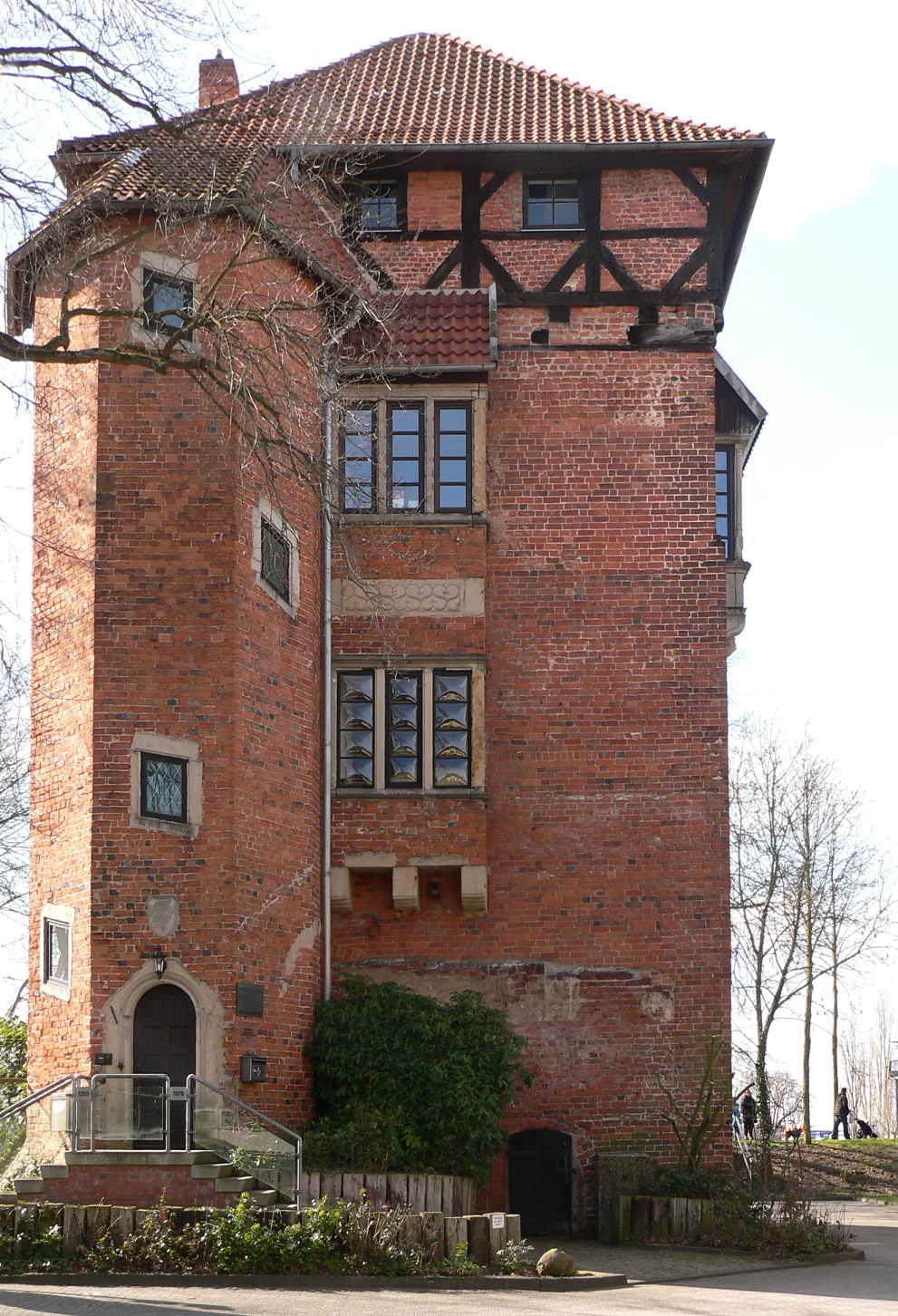
Stockturm

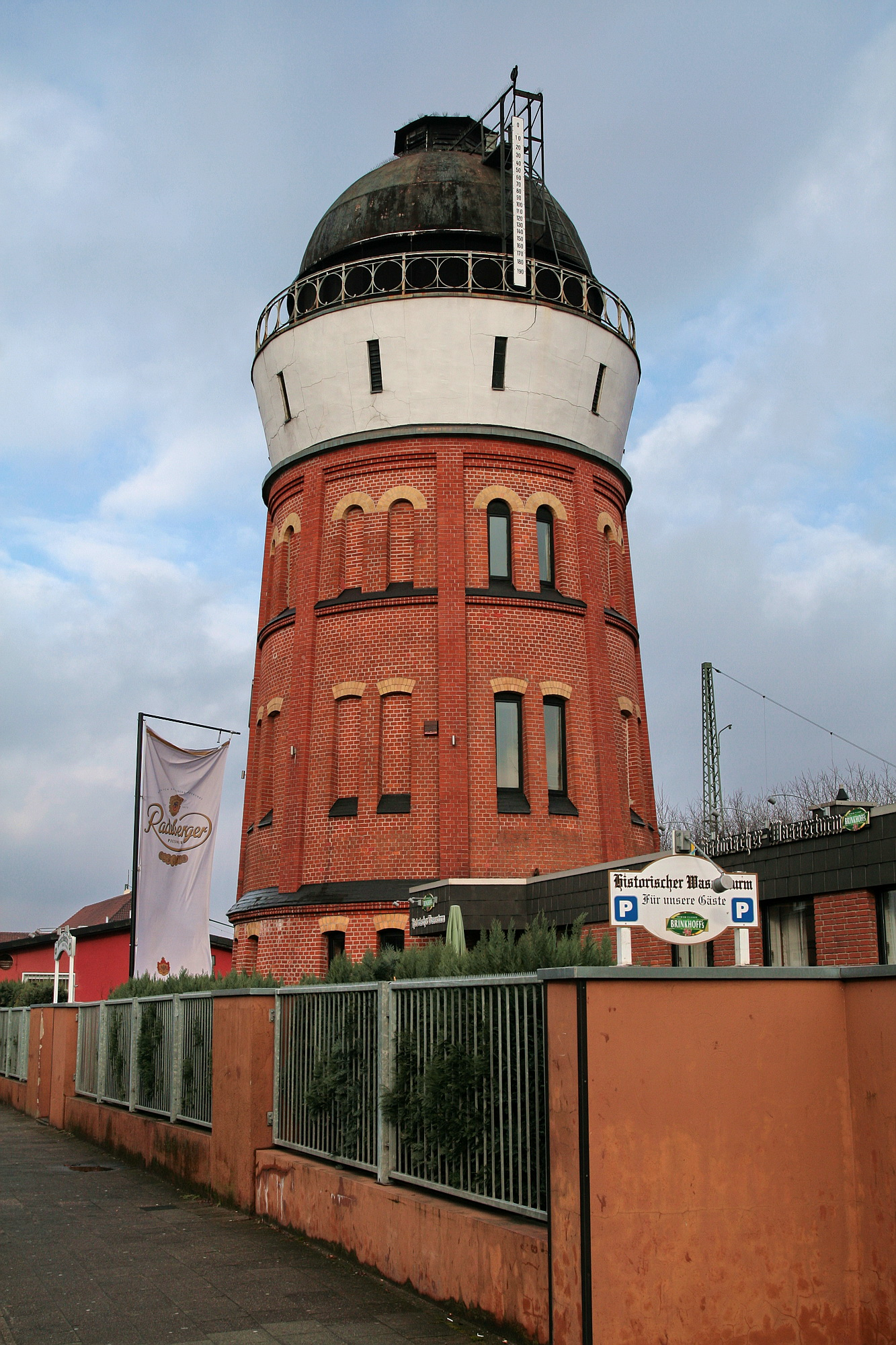
Historischer Wasserturm

- Das Rathaus ist eines der ältesten und eindrucksvollsten Gebäude der Stadt. Es wurde vermutlich im 15. Jahrhundert, spätestens Anfang des 16. (Jahreszahl 1533) erbaut. Der Kern des Bauwerks gehört noch der Spätgotik an, die großen Backsteine im Klosterformat liegen auf der Hofseite frei und sind im östlichen Teil der Marktseite durch die geschlämmte Oberfläche zu erkennen, im westlichen seit der jüngsten Renovierung unter Putz verborgen. Nach 1582 wurde das Haus im Stil der Weserrenaissance umgestaltet, mit einem Westgiebel aus Sandstein und einem Sandsteinportal. In der Barockzeit erhielt es Erweiterungen aus Fachwerk, auf der Marktseite über einer Laube aus Sandsteinarkaden, und 1778 den Dachreiter mit Glocke und Uhr, der 2011 durch einen Nachbau ersetzt wurde.
- Die gotische Pfarrkirche St. Martin wurde als Hauptkirche der Stadt im 15. Jahrhundert errichtet, der 72 m hohe neugotische Turm erhielt seine heutige Gestalt 1896.
- Der restaurierter Posthof ist ein ehemaliger Burgmannshof und war über viele Jahrzehnte die kurfürstliche und später Königlich-Hannoversche Post mit Posthalterei und Pferdewechsel. Heute ist er der Standort der Stadtbibliothek
- Der Fresenhof mit dem Museum Nienburg seit 1985 ist ein Burgmannshof, auf dem vornehmlich die zum gräflichen Gefolge gehörenden Ritter wohnten.
- Der Hasbergsche Hof ist ein weiterer Burgmannshof, der an der Weser liegt.
- Der Stockturm ist eines der Wahrzeichen der Stadt und letzter Rest des Schlosses Nienburg der Hoyaer Grafen.
- Das Fachwerkhaus Lange Straße 41 Ecke Weserstraße wurde 1541 mit weitläufigen Scheunen und Stallungen erbaut. Mächtige Kellergewölbe ebenso wie die Bodenräume dienten zur Warenlagerung. Die insgesamt fünf Geschosse sind deutlich an den überkragenden Geschossdecken zu erkennen. Die Jahreszahl „1674“ im Mauerwerk an der Weserstraße bezeugt einen Umbau in der Barockzeit. Die große Toreinfahrt befand sich früher in der Langen Straße[24].
- Zu den bedeutendsten Bürgerhäusern der Stadt zählte das ebenfalls in der Langen Straße (Nr. 34) befindliche Wiesensche Haus. Das mit einer prachtvollen Sandsteinauslucht versehene Gebäude wurde 2012 wegen Baufälligkeit abgebrochen. Der Renaissance-Erker wurde abgetragen und ist beim Neubau 2015 wiederverwendet worden.
- Das Quaet-Faslem-Haus wurde als zweigeschossiges repräsentatives Wohnhaus im klassizistischen Stil errichtet und dient heute als Museum.
- Das Rauchhaus im Museumsgarten wurde 1633 als Kleinbauern- oder Häuslingshaus in einfachster Bauart errichtet. Das Gebäude stand ursprünglich in einem kleinen Ort im Landkreis Nienburg. Anfang der 1960er Jahre wurde es originalgetreu in den Museumsgarten umgesetzt. Im Inneren ist das Niedersächsische Spargelmuseum der Mittelweser-Region untergebracht.
- Auf dem Jüdischen Friedhof in der Bruchstraße befinden sich über 200 Grabsteine für jüdische Verstorbene aus Nienburg und Umgebung aus der Zeit von 1694 bis 1950. Der Friedhof ist ein geschütztes Kulturdenkmal.

Die Straßenführung der Innenstadt entspricht der des mittelalterlichen Nienburgs, was sich anhand des Hamelmannplans aus dem Jahre 1634 erkennen lässt. Auch stammen viele Gebäude aus dem Mittelalter (unter anderem Burgmannshöfe, die Kirche und das Rathaus). In der Innenstadt gibt es Führungen mit dem Nienburger Nachtwächter. Nienburg liegt an der Deutschen Fachwerkstraße.
Siehe auch: Liste der Baudenkmale in Nienburg/Weser

### Kunst im öffentlichen Raum
Im Nienburger Stadtbild verstreut finden sich unterschiedliche Skulpturen und Objekte von Künstlern aus der Region. Diese Kunst-Objekte sind aus den verschiedensten Materialien gestaltet, wie Bronze, Edelstahl, Stein, Granit und Holz:
in der Nienburger Altstadt
- In der Lange Straße befindet sich die Bronze-Statue Nienburger Glasmacher (1989) von Kurt Tassotti. Die Statue erinnert an die Tradition der Glasherstellung in Nienburg und ist ein Geschenk der Firma „Nienburger Glas“ an die Bürger der Stadt Nienburg aus Anlass des 100-jährigen Firmenjubiläums.
- Im südlichen Teil der Lange Straße ist der Spargelbrunnen, der 1998 aus Bronze von Helge Michael Breig gefertigt wurde. Die Skulptur symbolisiert den Ruf Nienburgs als Spargelstadt.
- Ebenfalls in der Lange Straße gegenüber dem historischen Rathaus befindet sich ein Bronzerelief, das den Grundriss der Altstadt von 1634 zeigt.
- Am Theater auf dem Hornwerk ist die Statue Wiehernder Hengst von Gerhard Marcks zu sehen (1981; Bronze; Abguss, aufgestellt 1989). Sie wurde zur Einweihung des Theaters aufgestellt, weitere Abgüsse befinden sich in Aachen und in Gießen. Gerhard Marcks war einer der bedeutendsten expressionistischen Bildhauer in Deutschland.
- In den Wallanlagen am Meerbach an der Mühlenstraße steht die Skulptur Marion + Weser von Stefan Gesa, die im Jahr 1976 aus Stein gefertigt wurde. Das Baby in den Armen der Steinfigur symbolisiert die Weser. Vorbild für die Figur war ein kleines Mädchen aus Leese im Landkreis Nienburg/Weser
- In den Grünanlagen an der Leinstraße ist das Bronze-Standbild Ross Bayard (1987) von Michael Peelmann. Es ist ein Geschenk der belgischen Partnerstadt Dendermonde.
- Die auf dem Kirchplatz aufgestellten zwei Bronze-Statuen (1991) von Volker Neuhoff Karl der Große und Sachsenherzog Widukind symbolisieren die Aussöhnung zweier Erzfeinde. Anlass der Aufstellung war die 550-Jahr-Feier der Pfarrkirche St. Martin.
- Am Posthof ist die Kleine Nienburgerin (1979; Bronze) von Marianne Bleeke-Ehret installiert. Hervorgegangen ist die Skulptur aus einem Wettbewerb anlässlich der 950-Jahr-Feier Nienburgs 1975. Sie wurde nach dem am Ende des 19. Jahrhunderts beliebten Volkslied „Ich bin die kleine Nienburgerin“ benannt.

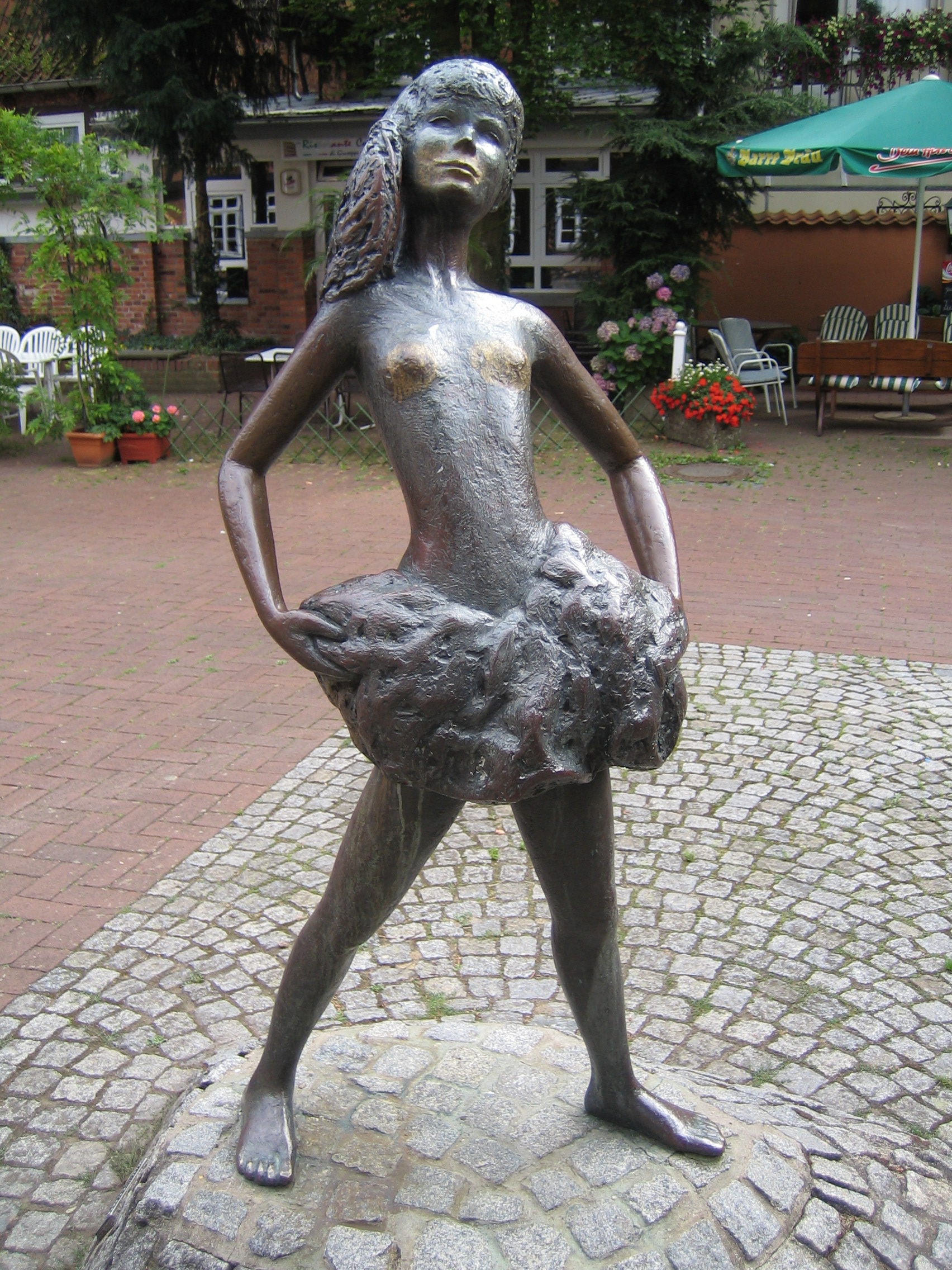
Kleine Nienburgerin
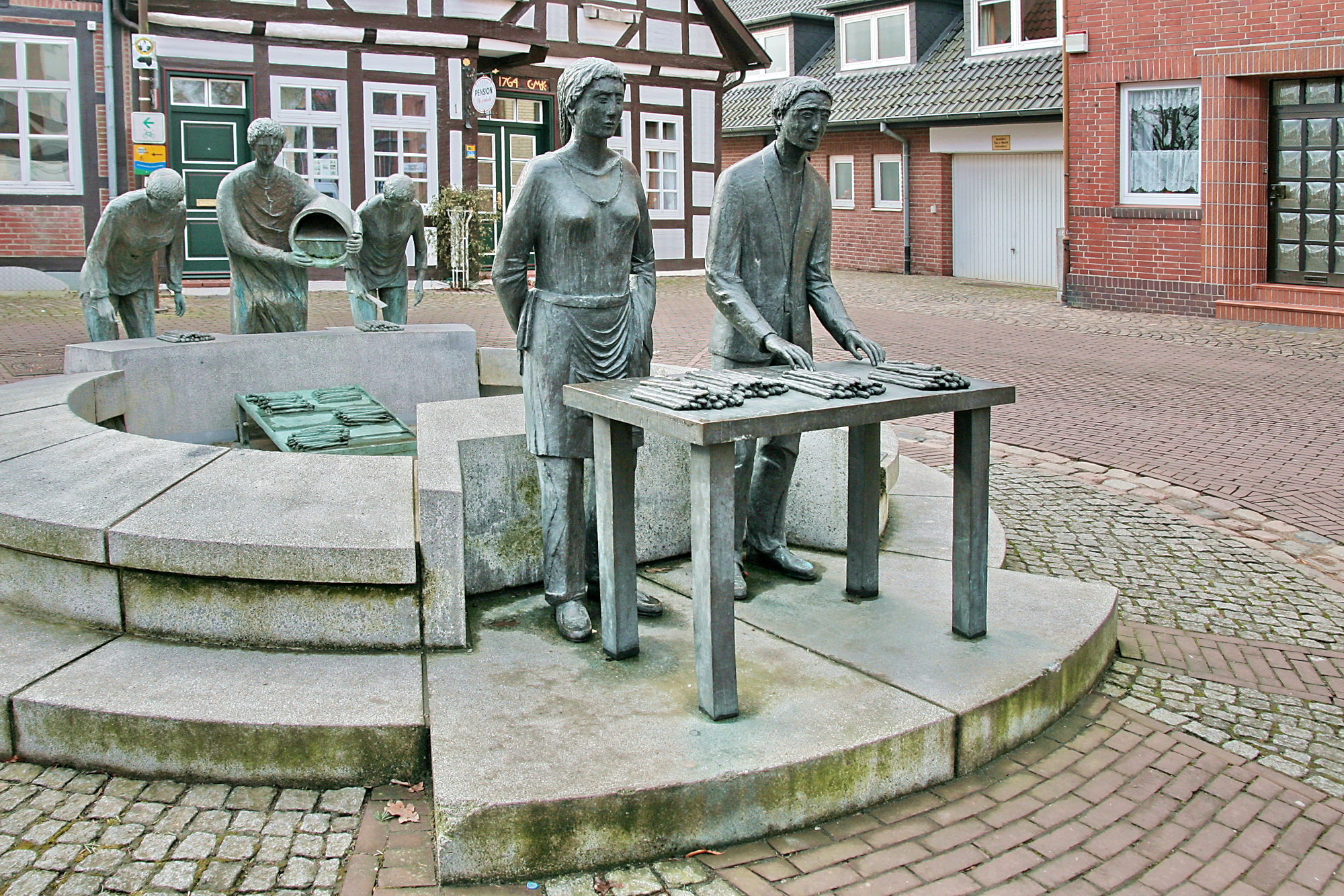
Spargelbrunnen
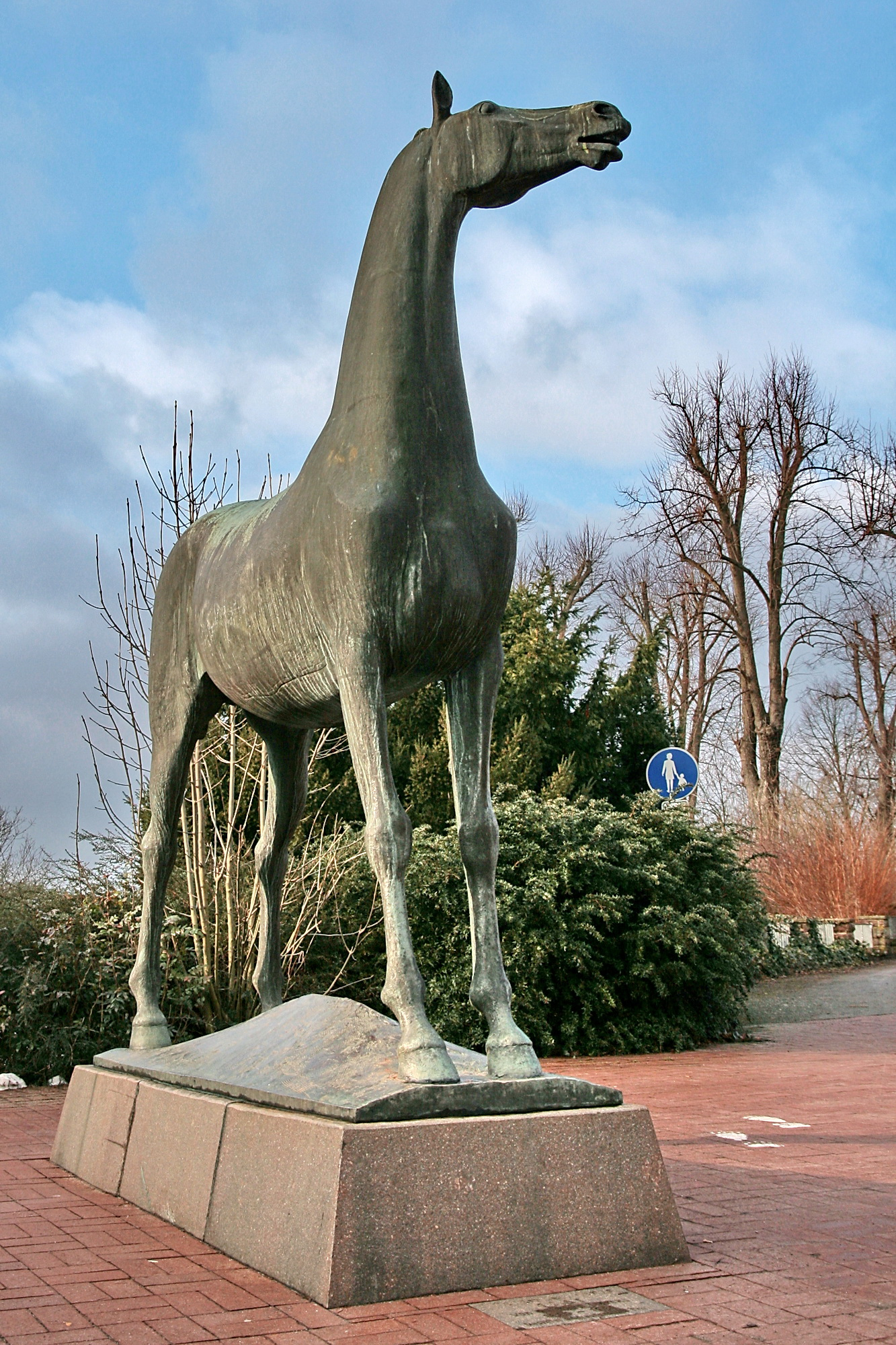
Wiehernder Hengst
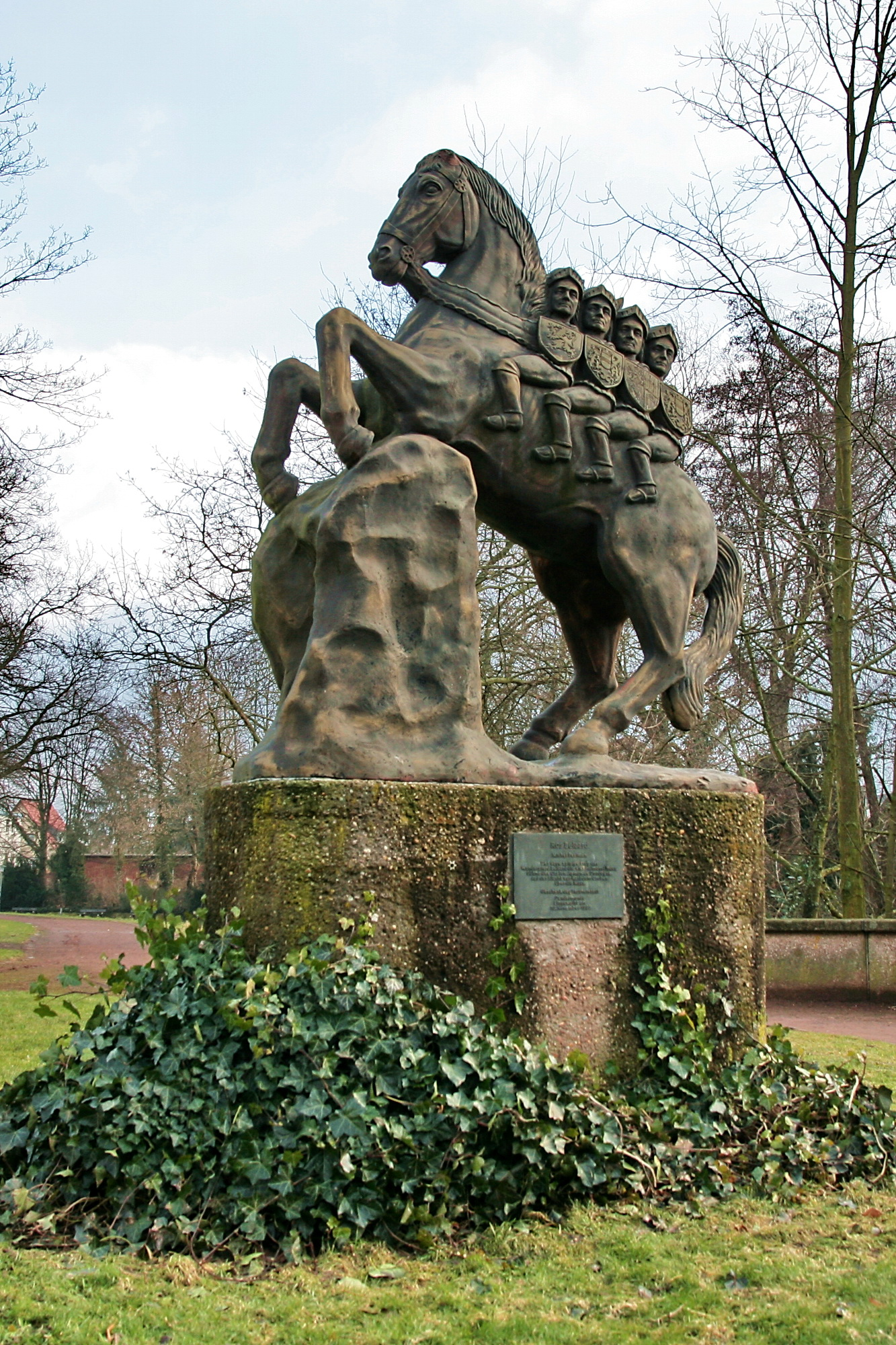
Ros Bayard
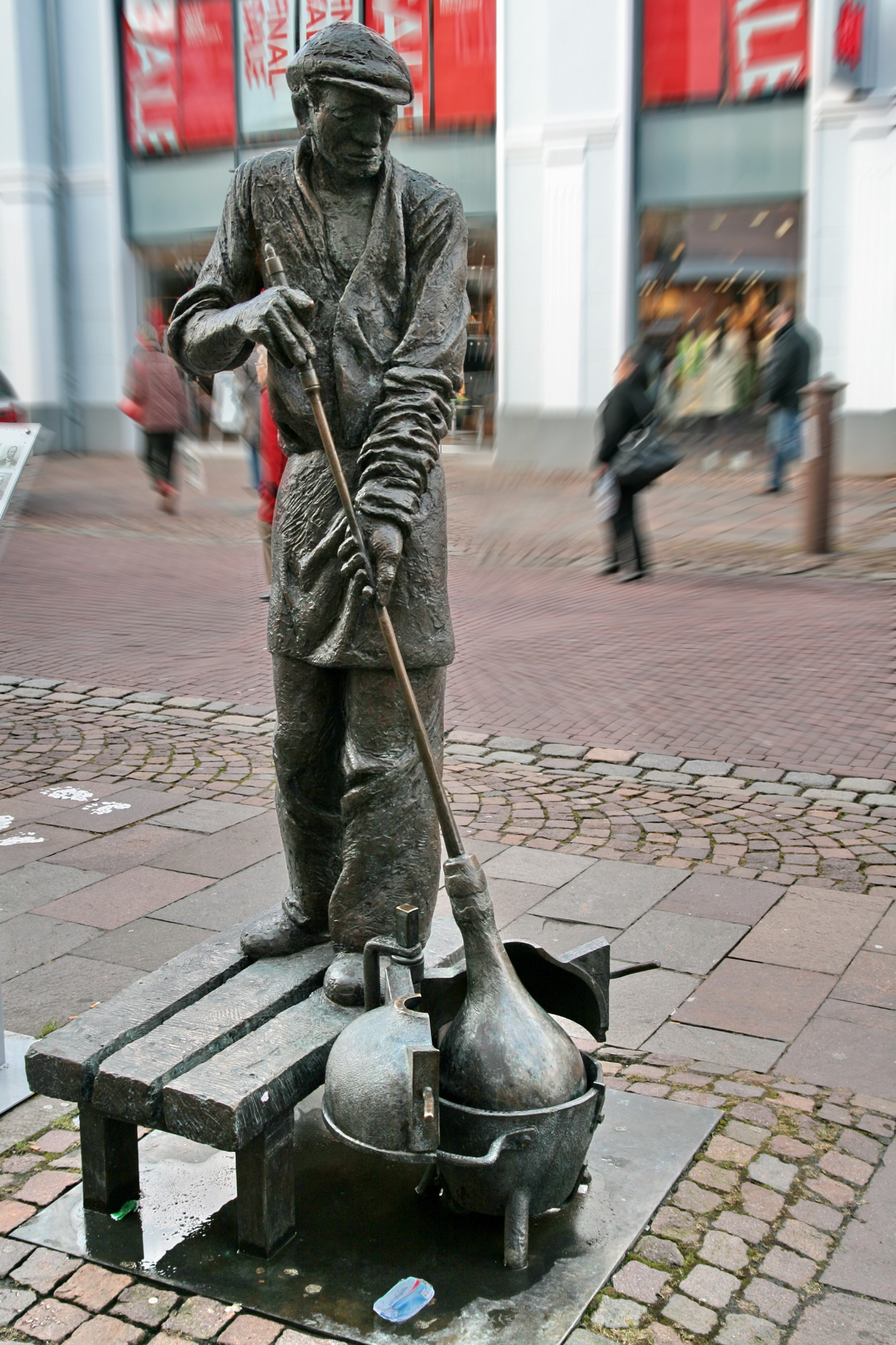
Glasbläser
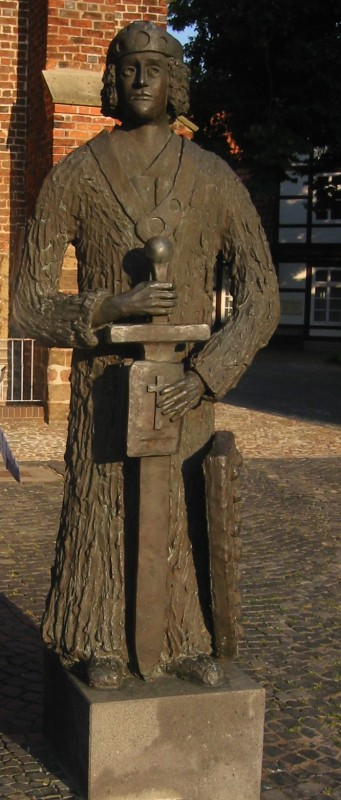
Widukindstatue auf dem Kirchplatz

außerhalb der Nienburger Altstadt
- In der Verdener Straße auf dem Postgelände steht die von Axel Seyler 1990 aus Bronze gefertigte Skulptur Die Trennung. Das Werk entstand im Rahmen einer Baumaßnahme im Zuge der Umwandlung der Bundespost in die Deutsche Post und Telekom. Dabei symbolisieren die Figuren die Verbindung beider Teile.
- In der Verdener Straße auf dem Gelände der Agentur für Arbeit befindet sich die Skulptur Flora II von Fritz Koenig aus dem Jahr 1989. Sie entstand im Rahmen des Neubaues des Arbeitsamtes.
- Der Brunnen auf dem Goetheplatz Die drei Grazien (1979; Edelstahl) von Joachim Wolff wurde anlässlich des Baues des VGH-Verwaltungsgebäudes errichtet.
- Die Skulptur in der Hafenstraße Die Krone (1988) von Christiane Möbus besteht aus Granit und vergoldeter Bronze. Das Kunstwerk wurde im Rahmen des Baues der Landeszentralbank aufgestellt.
- An der ehemaligen Realschule von Langendamm beginnt der rund sechs Kilometer lange und 1996 errichtete, allerdings mittlerweile etwas heruntergekommene Planetenlehrpfad von Nienburg

Kleine Nienburgerin
Die kleine Nienburgerin ist die Titelfigur eines Volksliedes. 1975 wurde ihr hinter dem Posthof ein Bronzedenkmal gesetzt das von der Bildhauerin Marianne Bleeke-Ehret gestaltet wurde. Seit 1994 wird jedes Jahr eine junge Frau aus der Kreisstadt gewählt, um bei verschiedenen Anlässen gemeinsam mit Vertretern aus Politik, Verwaltung und Wirtschaft die Stadt zu repräsentieren. Bei ihren Auftritten trägt sie ein historisches Kleid aus der Biedermeierzeit. Die kleine Nienburgerin ist die Symbolfigur Nienburgs für die Deutsche Märchenstraße, die von Hanau über Nienburg nach Bremen führt.
An der Seitenfront des Posthofes ist ein Glockenspiel angebracht, das jeden Tag um 9, 12 und 15 Uhr die Melodie des Liedes „Ich bin die kleine Nienburgerin“ erklingen lässt. In diesem Lied, das um die Wende des 19./20. Jahrhunderts in der Stadt und ihrer Umgebung gut bekannt war und in den 1930er Jahren häufig im Rundfunk gespielt wurde, besingen abwechselnd die kleine Nienburgerin und der Calenburger Bauer ihre Kleidung. Solche Wechselgesänge entstanden früher oft an Landesgrenzen und haben eine volkskundliche Bedeutung, man bezeichnet sie als Nachbarschaftsneckereien. Wenn das Glockenspiel erklingt, wird damit an die Jahrhunderte bestehende Grenze zwischen den Fürstentümern Lüneburg und Calenberg erinnert. Die Grenze verlief nur wenige Kilometer nördlich und östlich der Stadt.

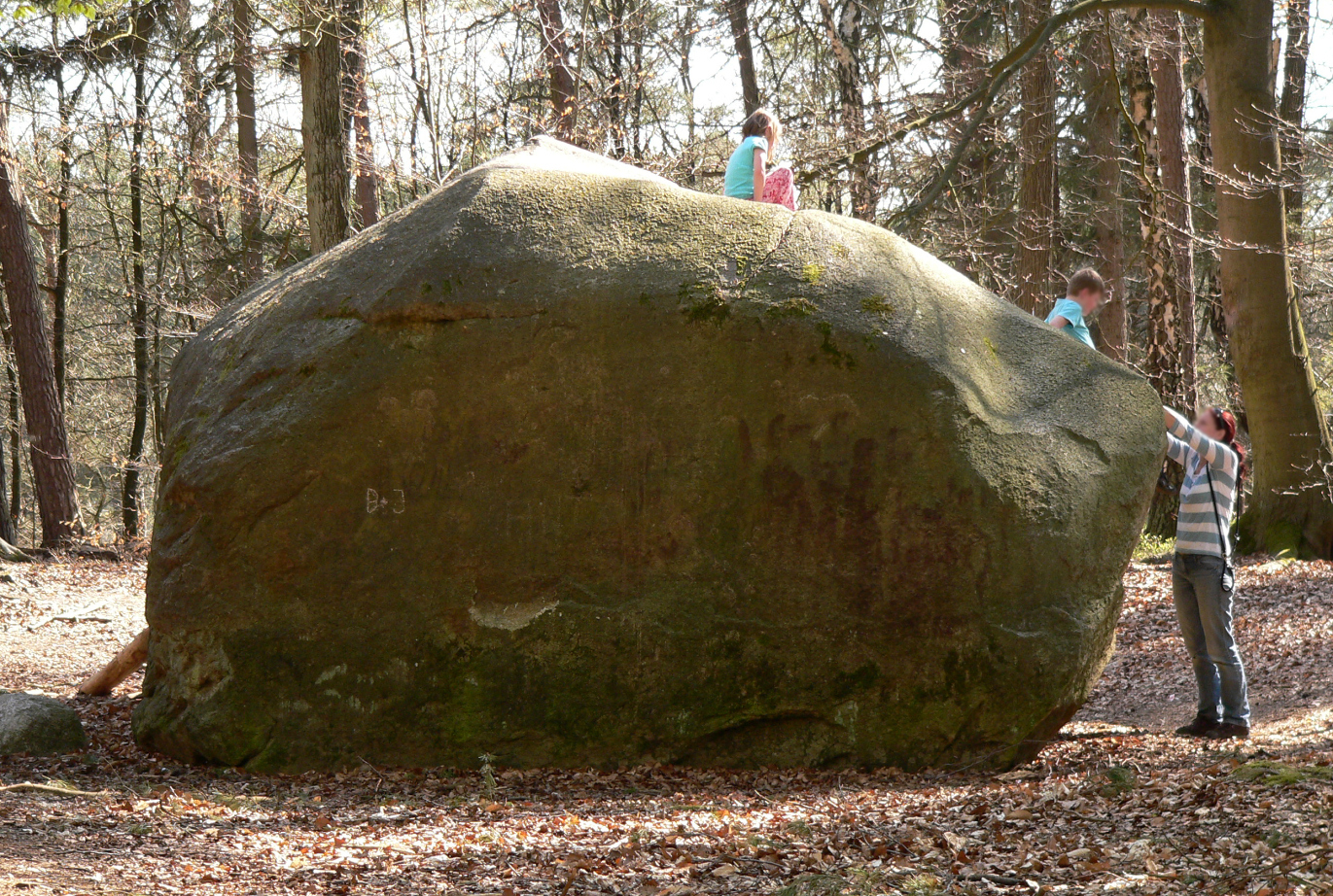
Giebichenstein bei Stöckse

### Naturdenkmäler
Ein Naturdenkmal in der näheren Umgebung ist der Giebichenstein, ein durch die Eiszeiten in das Waldgebiet „Krähe“ bei Stöckse östlich von Nienburg gelangter riesiger Findling, der größte seiner Art in Niedersachsen.

### Freimaurerei
Die Freimaurerei ist mit der Freimaurerloge Georg zum silbernen Einhorn seit dem Jahre 1815 in der Stadt vertreten.

### Sport
Die höchstklassig spielenden Fußballvereine Nienburgs sind der SBV Erichshagen und der SV Inter Komata Nienburg in der Kreisliga Nienburg. Historisch spielte der ATSV Nienburg in der Britischen Zonenmeisterschaft in der Saison 1946/47 in der Oberliga Niedersachsen-Süd, der höchsten damaligen Spielklasse. Zudem spielte die Mannschaft von der Saison 1951/52 bis zur Saison 1954/55 in der zweigleisigen Amateuroberliga Niedersachsen, die zu der Zeit die höchste niedersächsische Amateurliga im Fußball und zweithöchste Ebene im deutschen Ligensystem war. Das beste Ergebnis war dabei ein siebter Platz in der Saison 1952/1953. Am 29. Mai 1952 gewann der ATSV zudem gegen Hannover 96 in der Qualifikation zum erstmalig ausgetragenen DFB-Pokal mit 4:2.
Im Handball spielte die HSG Nienburg (SV Erichshagen, SV Heemsen, Holtorfer SV, SCB Langendamm, SV Aue Liebenau und JG Oyle) in der Saison 2022/23 in der 3. Liga. Die erste Herren-Mannschaft wurde 2015 Niedersachsen- sowie 2022 Nordseemeister und spielt derzeit in der Regionalliga Niedersachsen. Die A-Juniorinnen spielten 2018/2019 in der Juniorinnen-Bundesliga und die B-Juniorinnen nahmen 2017 an der Endrunde zur Deutschen Meisterschaft teil.
Nienburg ist alljährlicher Austragungsort des Nienburger Spargellaufs, der sich seit 2004 als Großveranstaltung Mitte Mai etabliert hat. Im Jahr 2016 nahmen rund 2000 Sportler teil. Der Lauf führt auf einem 2,5 km-Rundkurs durch die historische Altstadt von Nienburg, durch den Grüngürtel rund um den Stadtkern und entlang der Weser. Außerdem wird eine 1 km-Strecke für Schüler angeboten.
Im Tanzsport ist Nienburg eine Hochburg durch den TSC Blau-Gold Nienburg. Die Standard-Formation tanzte zwischenzeitlich in der 1. Bundesliga. 2023 tanzen sowohl die Standard-Formation als auch die Latein-Formation in der 2. Bundesliga.
Auch im internationalen Motorsport ist ein Team aus Nienburg vertreten: Wiechers-Sport ist ein privater Tourenwagenrennstall, der seit 1999 in der nationalen Szene vertreten ist (DTC und V8-Star) und seit 2005 in der Tourenwagen-Weltmeisterschaft an den Start geht. In diesem Jahr gelang es dem Team mit seinem Piloten Marc Hennerici die Privatfahrerwertung für sich zu entscheiden. Dies gelang ihm mit dem Italiener Stefano d’Aste 2007 ein weiteres Mal. Damit gehört Wiechers-Sport zu den erfolgreichsten privaten Teams im internationalen Tourenwagensport.
Auch sehr verbreitet in Nienburg ist der Rudersport. An der Mündung des Steinhuder Meerbachs liegen Ruderriege der Albert-Schweitzer-Schule und der Ruderverein Nienburg e. V.

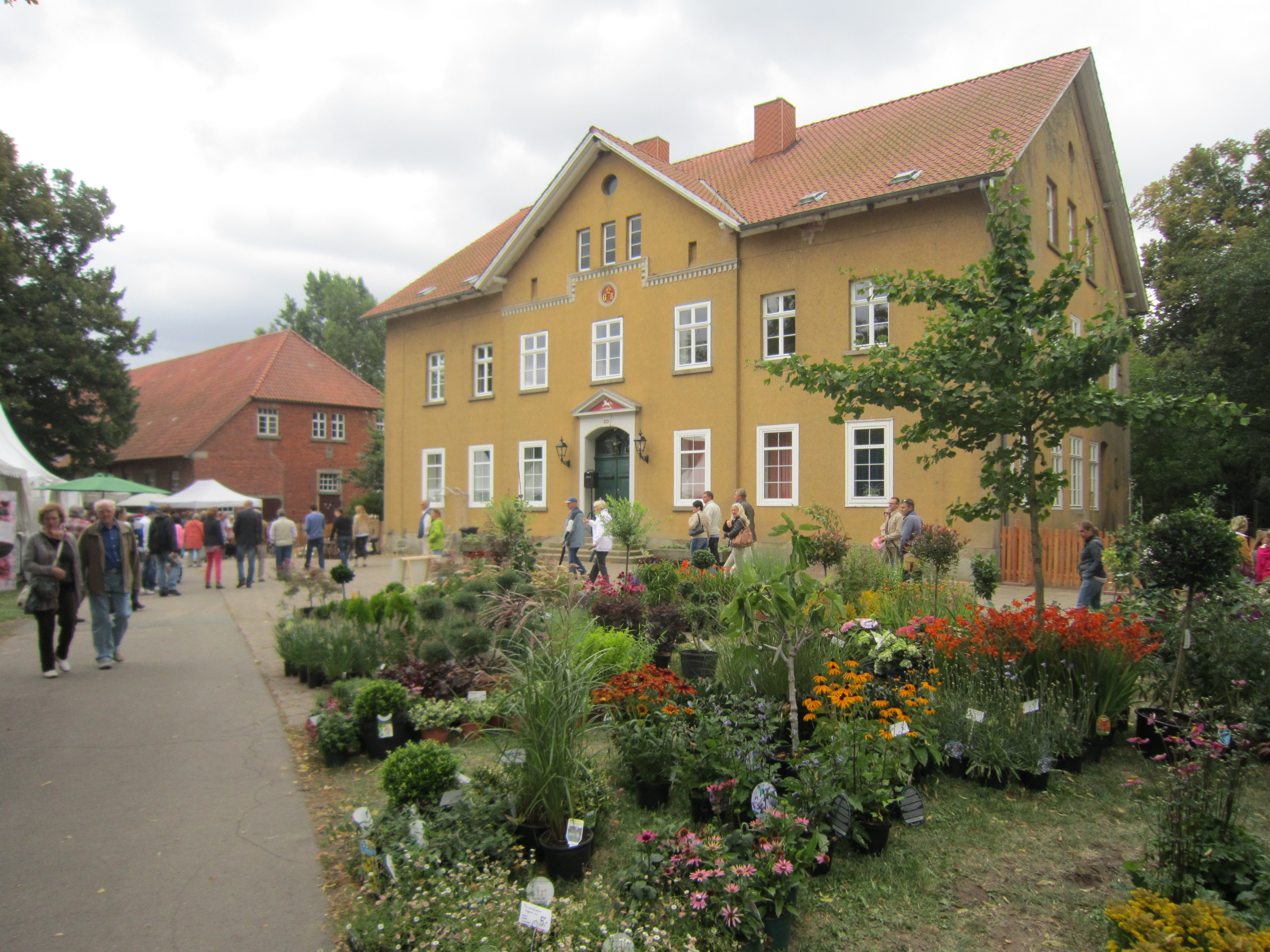
Herrenhaus der Domäne Schäferhof während der Landpartie

### Regelmäßige Veranstaltungen

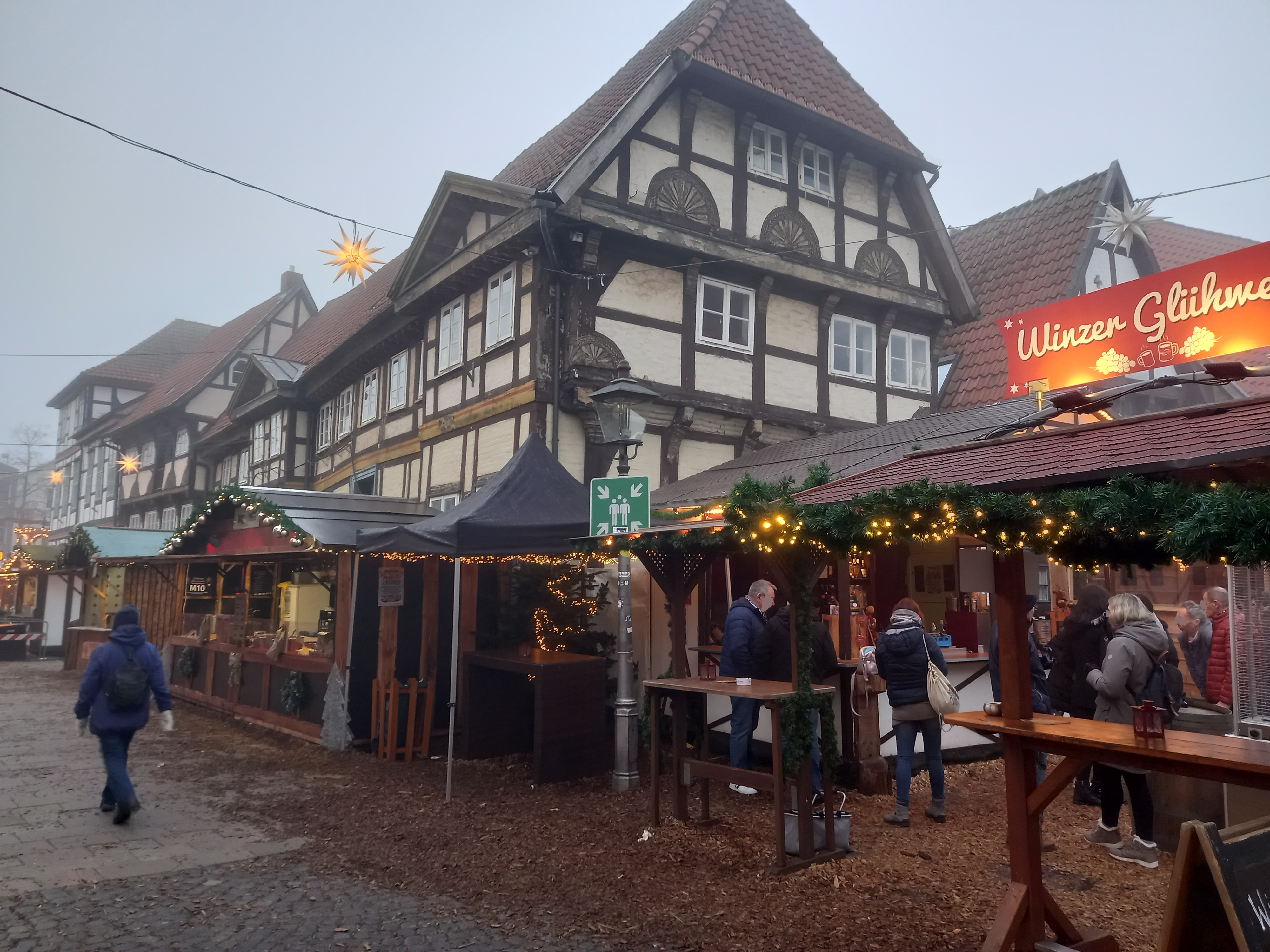
Winterzauber auf dem Marktplatz und dem Kirchplatz

- Der Frühjahrsmarkt findet grundsätzlich am ersten Wochenende im April in der Innenstadt statt.
- Das Spargelfest wird an einem Wochenende in der zweiten Maihälfte veranstaltet; es umfasst auch den „Spargellauf“, der alljährlich ausgerichtet wird.
- Ende Juni/Anfang Juli – am Montag nach „Johanni“ – gibt es den traditionellen Scheibenschießenausmarsch und als Abschluss am Mittwoch nach „Johanni“ das „Pellkartoffelessen“ mit Matjes und Speckstippe an einer mehrere hundert Meter langen Tafel in der Fußgängerzone.
- Im Sommer das WESERBEATZ Festival auf der Festwiese mit dem Motto „Nazis aus dem Takt bringen“.
- Das Altstadtfest ist das größte Innenstadtfest mit Musik auf mehreren Bühnen im Stadtkern und mit einem Flohmarkt in der gesamten Innenstadt am vierten Samstag im September. Während des Altstadtfests findet auch das Burn Out Festival als Open-Air-Musikfestival statt.
- Der „Nienburger Herbst“ (September bis Dezember) ist eine kulturelle Veranstaltungsreihe mit umfangreichem Programm.
- Der „Nienburger Adventszauber und Winterzauber“ findet von Ende November bis kurz vor Jahresende statt.
- Außerdem findet jeweils mittwochs und samstags am Vormittag auf der Langen Straße der Wochenmarkt statt. Der Nienburger Wochenmarkt wurde 2008 von der Stiftung Lebendige Stadt zum „Schönsten Wochenmarkt“ Europas gekürt. Mittlerweile wird aber nicht mehr mit diesem Titel geworben.

### Kulinarische Spezialitäten
- Nienburger Spargel ist die besondere Delikatesse in vielen Variationen aus dem heimischen Anbaugebiet. Der Bedeutung dieses Gemüses in der Region wird durch das Niedersächsische Spargelmuseum und durch die Niedersächsische Spargelstraße Rechnung getragen.
- Nienburger Bärentatzen: Bei der Vertreibung der Hugenotten aus Frankreich kam die Familie Facompré 1791 nach Nienburg und brachte ein streng gehütetes Biskuitrezept aus ihrer Heimat mit. Hierzu fertigte ein Kupferschmied nach dem Siegel der bis 1582 in Nienburg herrschenden Hoyaer Grafen die Bärentatzenform an. Auch heute noch sind die gesetzlich geschützten echten „Nienburger Bärentatzen“ erhältlich.

## Wirtschaft und Infrastruktur

### Unternehmen

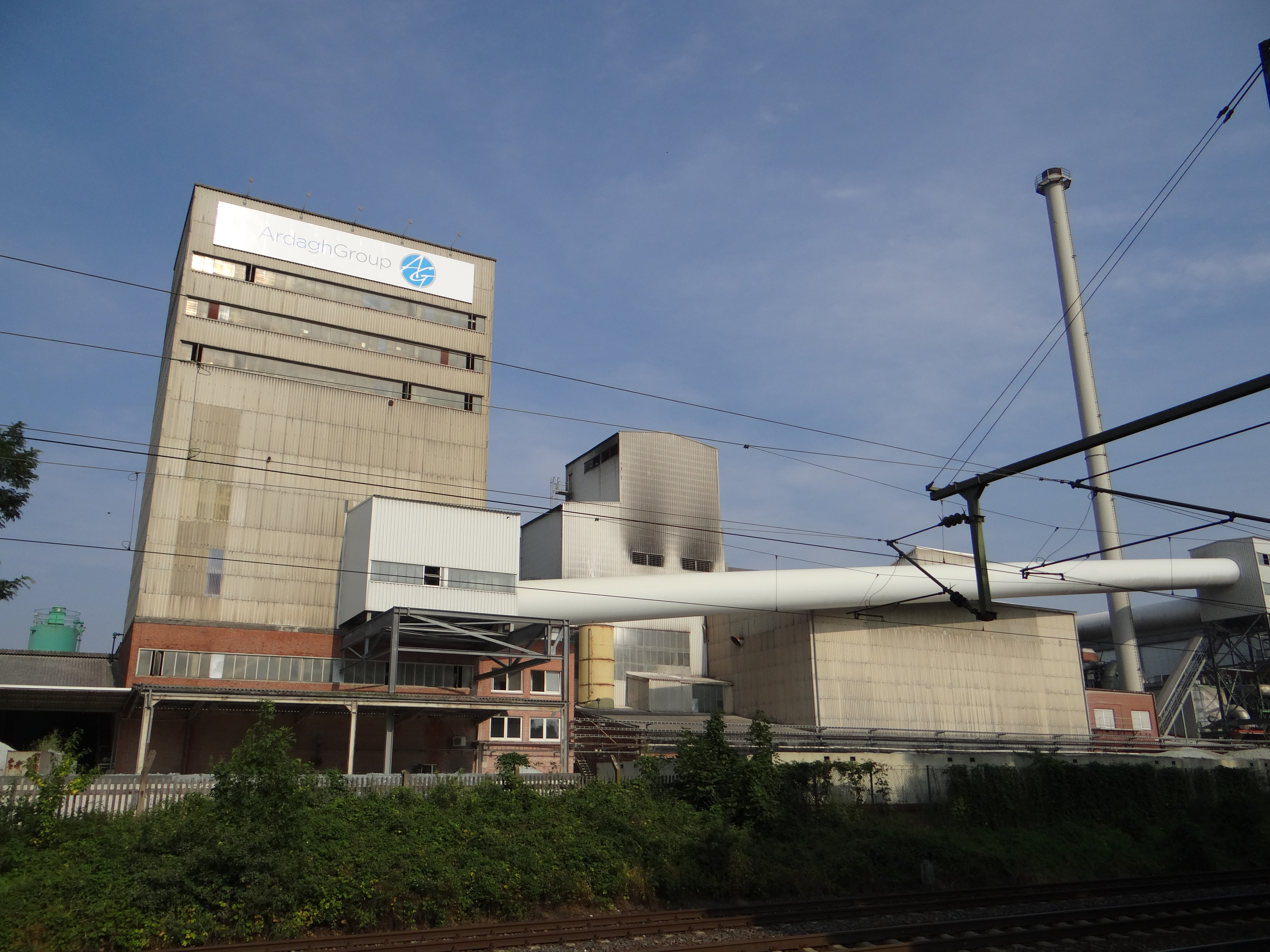
Glaswerk der Ardagh Glass GmbH

Seit der Gründung einer Glashütte durch F.C.Theodor Heye im Jahre 1871 wird in Nienburg industriell Glas produziert. Die heutige Glas-Produktionsstätte wurde 1891 als Himly, Holscher & Co gegründet. Nach mehrfachem Eigentümerwechsel ist diese seit 2007 Teil der Ardagh Group, die in Deutschland insgesamt neun Standorte für Behälterglas betreibt. Des Weiteren befindet sich in Nienburg ein Katalysatorenwerk der BASF Catalysts Germany GmbH, es werden Abgaskatalysatoren für den Kraftfahrzeugsektor hergestellt. Die Firmen Chr. Hansen und PB Gelatins stellen Produkte für die Lebensmittelindustrie her. Die Firma H.B. Fuller produziert Klebstoffe. In Nienburg erscheint die lokale Tageszeitung Die Harke.

### Öffentliche Einrichtungen
Nienburg ist Hauptstandort der Helios Kliniken Mittelweser im Verbund der Helios Kliniken. Das Nienburger Krankenhaus befindet sich seit 2006 in einem Neubau auf dem Gelände der vormals von britischen Streitkräften genutzten Mudra-Kaserne. Das alte Krankenhausgebäude wurde im Mai 2011 abgerissen, an seiner Stelle wurden Mehrfamilienhäuser errichtet.
Die Feuerwehr der Stadt Nienburg setzt sich aus den vier Freiwilligen Feuerwehren Nienburg, Holtorf, Erichshagen und Langendamm zusammen. Zudem befindet sich an der Verdener Landstraße noch die Feuerwehrtechnische Zentrale (FTZ) des Landkreises Nienburg/Weser. Dort war auch die Leitstelle untergebracht, in der sämtliche Notrufe des gesamten Landkreises aufliefen. Heute befindet sich die Leitstelle in Zusammenarbeit mit dem Landkreis Schaumburg in der gleichnamigen Stadt Schaumburg. Diese Freiwilligen Feuerwehren sorgen für den abwehrenden Brandschutz und die allgemeine Hilfe. Am Standort in der Kernstadt am Berliner Ring arbeiten tagsüber auch hauptamtliche Kräfte. Jährlich rücken die Feuerwehren der Stadt Nienburg zu etwa 400 Einsätzen, wovon etwa 300 auf die Feuerwehr der Kernstadt entfallen.

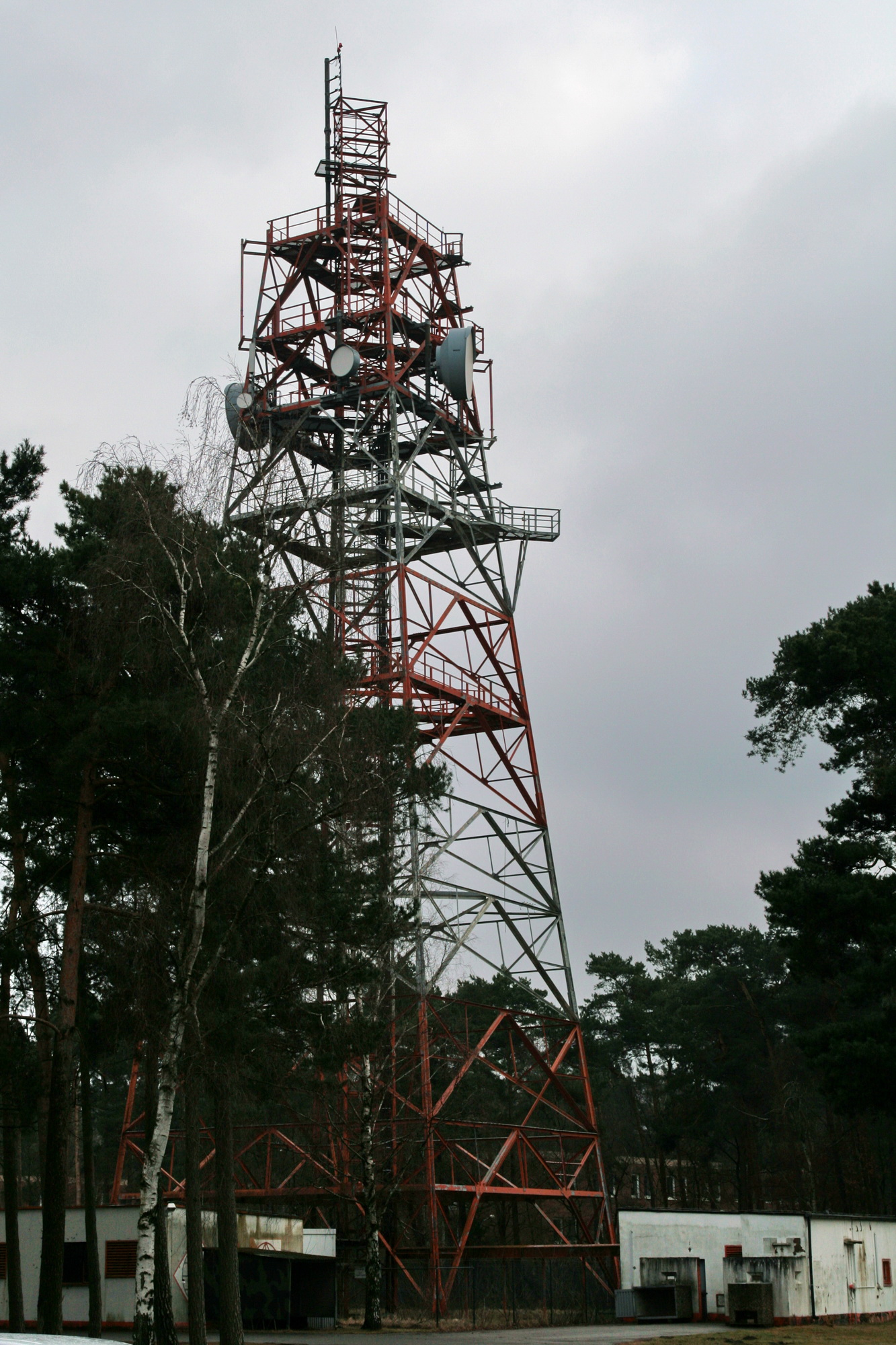
Richtfunkmast der Bundeswehr in Langendamm

Als Garnisonstadt hat Nienburg eine Tradition, die bis zum Dreißigjährigen Krieg zurückreicht. Im Jahr 1943 befand sich in der Mudra-Kaserne die Infanterie–Nachrichten–Ersatz–Kompanie 269 und zeitweise die Regimentsschule 269. Von 1950 bis 1996 lag in der nunmehr als Assaye Barracks bezeichneten ehemaligen Mudra-Kaserne das 21st Engineer Regiment der britischen Rheinarmee, bevor es nach Osnabrück verlegte. Die Bundeswehr nutzt seit 1957 die neu erbaute Clausewitz-Kaserne im Ortsteil Langendamm, wo große Teile der Panzerbrigade 3 und Teile des Artillerieregimentes 1 lagen. Zurzeit sind dort unter anderem das Kommando Zivil-Militärische Zusammenarbeit (KdoZMZBw) und das Bataillon Elektronische Kampfführung 912 stationiert.

### Bildung
Nienburg/Weser war lange Jahre ein Standort der Fachhochschule Hannover mit den Fachbereichen für Architektur und Bauingenieurwesen und etwa 850 Studenten. Die Fachhochschule ist aus der 1853 gegründeten Königlichen Baugewerkschule Nienburg hervorgegangen, die einen Teil der jüngeren Stadtgeschichte mitprägte. Der Nienburger Standort der Fachhochschule Hannover wurde nach einem Beschluss der Niedersächsischen Landesregierung aus dem Jahre 2003 trotz heftiger Proteste aus der Stadt Nienburg und der Region aufgegeben. Seit dem Wintersemester 2004/2005 wurden am Standort Nienburg keine Studierenden mehr aufgenommen. Die älteste Baufachschule Niedersachsens schloss endgültig am 1. März 2009, womit die traditionsreiche Zeit dieser Institution nach 156 Jahren endete.
Seit dem 1. Oktober 2007 hat die Polizeiakademie Niedersachsen in Nienburg im früheren Fachhochschulstandort ihren Hauptsitz, an der bis zu 500 Studenten der Polizei studieren. Das Stammpersonal der Polizeiakademie beträgt ca. 130 Mitarbeiter. Das historische Gebäude der Akademie wurde in mehreren Schritten modernisiert.
Mit längerer historischer Tradition liegen auch die beiden allgemeinbildenden Gymnasien in der Innenstadt von Nienburg. Es sind die Albert-Schweitzer-Schule (1949 das erste nach Albert Schweitzer benannte Gymnasium in Deutschland, noch mit seiner persönlichen Zustimmung) und das Marion-Dönhoff-Gymnasium, eine Umweltschule in Europa. Letzteres hieß bis zum 8. Mai 2006 Gymnasium Hindenburgschule.
1979 wurde an der BBS Nienburg ein Fachgymnasium eingerichtet, das heute als Berufliches Gymnasium mit den Jahrgängen 11 bis 13 alternative Wege zum Abitur bietet. Es werden aktuell fünf unterschiedliche berufliche Fachrichtungen angeboten: Wirtschaft, Technik (Elektrotechnik), Gesundheit und Soziales/Sozialpädagogik, Gesundheit und Soziales/Ökotrophologie, Gesundheit und Soziales/Agrarwirtschaft. 2013 wurde die Integrierte Gesamtschule Nienburg gegründet. 2016 ist sie in ein eigenständiges neugebautes Gebäude in die Nähe der BBS gezogen. Jährlich vergrößert sich die fünfzügige Schule um einen Jahrgang. 2018 begann der Bau des Gebäudeteils für die Sekundarstufe, der 2019 fertiggestellt wurde. So konnte mit dem Schuljahr 2019/2020 der erste Jahrgang in die Oberstufe eintreten und sich auf das Abitur vorbereiten.

### Verkehr

#### Schienen- und Busverkehr

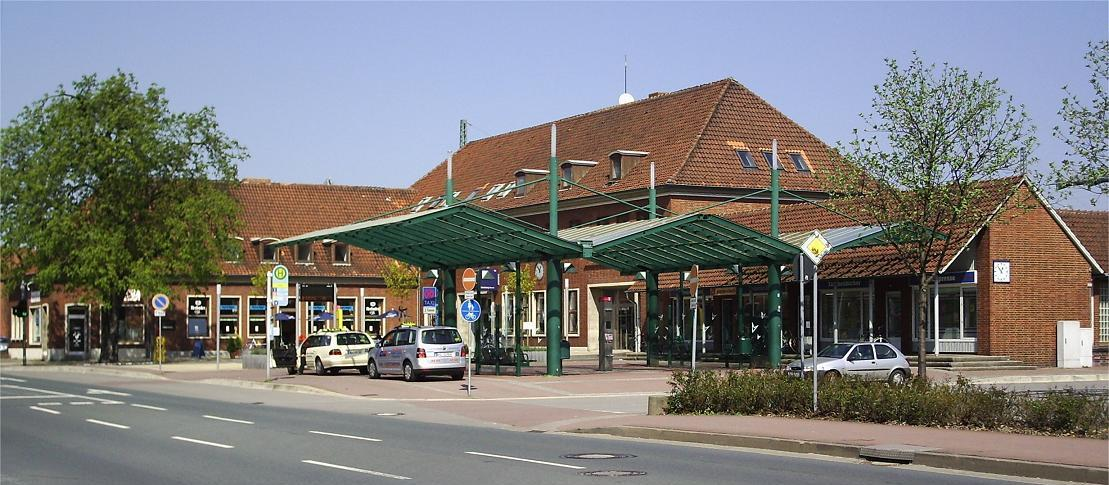
Bahnhof Nienburg (Weser)

Der Bahnhof Nienburg (Weser) befindet sich in der Innenstadt. Er liegt an der Bahnstrecke Wunstorf–Bremen, die im Personenverkehr die nächstgelegenen Oberzentren mit Nienburg verbinden. Im Güterverkehr wird die Eisenbahnstrecke über Nienburg vor allem als Hafenhinterbahn genutzt, die den Containerverkehr aus den deutschen Seehäfen Bremen, Bremerhaven und Wilhelmshaven aufnimmt. In Nienburg/Weser zweigt die größtenteils eingleisige Bahnstrecke nach Minden ab. Sie dient dem Umleiterverkehr in Richtung Ruhrgebiet. Die Bahnstrecke Nienburg–Rahden wird von Nienburg bis Liebenau nur noch für Güterverkehr genutzt. Die Bahnstrecke Nienburg–Diepholz ist seit 1997 im Abschnitt Nienburg-Sulingen stillgelegt.
Der Bahnhof Nienburg (Weser) wird im Zweistundentakt von IC der Linie 56 (Norddeich–) Emden–Oldenburg (Oldb)–Bremen-Hannover–Magdeburg–Leipzig/Berlin bedient. Seit 2012 hält auf dieser Linie auch morgens und abends ein ICE und seit 2013 ist abends auch je ein ICE aus Berlin und München im Nienburger Fahrplan.
Im Personennahverkehr verkehren
- im Stundentakt der RE 1 (Norddeich–Emden–) / RE 8 (Bremerhaven–) Bremen Hbf–Hannover Hbf,
- alle zwei Stunden der Porta-Express RE78 Nienburg (Weser)–Minden–Bielefeld und
- im Stundentakt die S-Bahn S2 nach Hannover Hbf–Haste.

Das Stadtgebiet wird seit Mai 2001 von einem Stadtbusnetz erschlossen. Insgesamt sechs Radiallinien, vier im Halbstunden- und zwei im Stundentakt, sind an der Haltestelle „City-Treff“ am östlichen Rand der Altstadt mittels so genanntem Rendezvous-Konzept miteinander verknüpft. Mit (2011) rund einer Million Fahrgästen im Jahr verzeichnet das Busnetz eine hohe Akzeptanz und 50 % mehr Kunden als ursprünglich prognostiziert.

#### Straßenverkehr
Nienburg ist über ein Netz von Bundesstraßen erreichbar. Die B 6 führt von Bremen über Nienburg nach Hannover und verbindet die Stadt somit mit den nächsten Oberzentren. Die B 214 kommt aus dem Emsland und führt über Nienburg nach Braunschweig, übernimmt damit den über Nienburg laufenden Ost-West Straßenverkehr. Die B 215 hingegen konzentriert den Nord-Süd Straßenverkehr von Rotenburg an der Wümme im Norden bis kurz vor Minden im Süden. Außerdem verbindet die B 209 Nienburg mit dem Kreis Herzogtum Lauenburg im Nordosten.
Die geplanten Bundesautobahnen A 32 und A 35 wurden nicht realisiert. Damit hat Nienburg keinen direkten Anschluss an das Autobahnnetz. Die nächsten Autobahnen sind etwa 40 Kilometer entfernt. Ziele im Norden sind über die A 27 erreichbar (Anschlussstellen Verden-Nord (B 215), Verden-Ost und Walsrode-West (B 209)). Ziele im Süden und Osten sind über die A 2 erreichbar (Anschlussstellen Hannover-Herrenhausen und Garbsen (B 6))). Über den südwestlichen Teil der B 215 und die weiterführende B 482 ist nach etwa 60 Kilometern die A 2 Richtung Südwesten und die A 30 Richtung Westen zu erreichen. Die im Osten liegende Nord-Süd-Verbindung A 7 ist, alternativ zu den Routen über die A 27 oder A 2, über die nach Osten führende B 214 erreichbar. In diesem Abschnitt der A 7 kann diese Autobahn jedoch vorrangig nur bei Störungen auf der A 27 oder der A 2 (oder den Zubringern zu diesen) eine Fernverkehrsfunktion für Nienburg erfüllen.

#### Schifffahrt
Ein direkter Anschluss an das Netz der Binnenwasserstraßen besteht über die Weser, die in 38 km Luftlinie von der Stadtgrenze, etwa 65 Kilometer stromaufwärts Anbindung an den Mittellandkanal hat. Die Anbindung ist für Euro-Schiffe bis zu 1350 BRT befahrbar. Im Sommer verkehrt eine Personenschifffahrtslinie über Nienburg. Am Hafen Nienburg ist unter anderem ein Standort der BayWa, ein Bootshandel (Büttinghaus) und der Kanu-Club Nienburg/Weser angesiedelt.

#### Fahrradverkehr
Durch Nienburg verläuft der touristisch sehr beliebte Weser-Radweg. Der Landkreis Nienburg nennt sich fahrradfreundlicher Landkreis.

## Persönlichkeiten

### Ehrenbürger
- Ferdinand Schlotke, (1835–1901), Lithograf, Buchdrucker, Unternehmer, Erfinder, Fachzeitschriften-Redakteur
- Ernst Thoms, (1896–1983), Maler[38]
- Volker Neuhoff (1928–2016), Mediziner, Wissenschaftler, Künstler, Mäzen

### Söhne und Töchter der Stadt
- Barthold Nihus (1590–1657), katholischer Bischof
- Susanna Abraham (um 1746–1821), Kauffrau und Stifterin der Synagoge in Nienburg
- Ludwig von Reiche (1775–1855), General der Infanterie und Militärschriftsteller
- Heinrich Behncke (1809–1880), Richter und Politiker
- Julius Ludwig Rothermundt (1827–1890), russischer Kommerzienrat und Industrieller
- Gideon von der Decken (1828–1892), sächsischer Generalleutnant
- David Rüst (1831–1916), Arzt, Paläontologe und Ornithologe
- Ernst Christian Müller (1833–nach 1878), Mühlenbesitzer und Politiker
- Ferdinand Schlotke (1835–1901), Lithograf, Buchdrucker, Unternehmer, Erfinder und Fachzeitschriften-Redakteur
- Heinrich Feldtmann (1838–1905), Gemeindevorsteher der Landgemeinde Weißensee
- Ernst von Bothmer (1841–1906), Diplomat
- Georg Quaet-Faslem (1845–1919), Förster, Landesforstrat und Geheimer Regierungsrat
- Ernst Teichmann (1869–1919), evangelischer Theologe und Zoologe
- Heinrich Lübbe (1884–1940), Maschinenbauingenieur
- Karl Hoffmann (1887–1970), Generalmajor der Polizei und SS-Brigadeführer
- Julius Dittforth (1890–1947), Klempner, Gewerkschaftspolitiker, Präsident der Reichsbahndirektion und Erfurter Stadtrat (SPD)
- Hans Ludwig Fischer-Nienburg (1891–1990), Künstler
- Friedrich-Karl Wesemann (1893–1974), Marineoffizier
- Grete Gillet (1895–1970), evangelische Theologin
- Otto Müller-Haccius (1895–1988), SS-Oberführer, Regierungspräsident, Syndikus, Politiker (CDU) und Mitglied des Niedersächsischen Landtages
- Ernst Thoms (1896–1983), Maler der Neuen Sachlichkeit
- Julius Heimberg (1897–1975), Ingenieur und Konteradmiral (Ing.)
- Rudolf Joerden (1901–1985), Bibliothekar
- Friedrich Bartels (1903–1973), evangelischer Theologe und Geistlicher Vizepräsident der Ev.-luth. Landeskirche Hannovers
- Heinrich Jordt (1917–1987), Konteradmiral der Volksmarine
- Dieter Naumann (1920–1992), Schauspieler und Hörspielsprecher
- Oskar Gröning (1921–2018), deutsches SS-Mitglied
- Helmut Rode (* 1931), Unternehmer und Politiker (CDU)
- Hans-Otto Schneegluth (1932–2013), Gewerkschafter, Heimatforscher und Lokalchronist
- Lutz Meyer-Goßner (* 1936), Richter am Bundesgerichtshof von 1983 bis 2001
- Jörg Mahlstedt (1943–2011), Nuklearmediziner
- Angelika Neuwirth (* 1943), Arabistin und Hochschullehrerin
- Detlef Buder (* 1946), Politiker (SPD), ehemaliger Landtagsabgeordneter im schleswig-holsteinischen Landtag
- Volker Finke (* 1948), Fußballtrainer
- Gisela Born-Siebicke (* 1949), Politikerin (CDU), ehemalige Landtagsabgeordnete im rheinland-pfälzischen Landtag
- Johannes K. Rücker (1949–2021), Erwachsenenbildner und Tutor der Arbeitsgemeinschaft katholisch-sozialer Bildungswerke in der Bundesrepublik Deutschland
- Werner Siemann (* 1949), ehemaliger Landrat und Bundestagsabgeordneter
- Bernd Reifenberg (* 1955), Germanist und Bibliothekar
- Regine Winter (* 1957), Richterin am Bundesarbeitsgericht
- Susanne Schröter (* 1957), Professorin für Ethnologie
- Ulf Gundlach (* 1957), Beamter
- Ricky van Helden (* 1959), Rockmusiker
- Carsten Sieling (* 1959), Politiker (SPD), ehemaliger Bürgermeister und Präsident des Senats der Freien Hansestadt Bremen
- Maja Maranow (1961–2016), Schauspielerin
- Christiane Kunst (* 1963), Professorin für Alte Geschichte
- Eckhardt Rüter (* 1963), Leichtathlet
- Bernd Frenz (* 1964), Journalist und Autor
- Tim Meyer (* 1967), Sportmediziner, Mitglied des Ärzteteams der deutschen Fußballnationalmannschaft
- Holger Sievers (* 1968), Radrennfahrer (Lamonta)
- Ute Lawrentz, Journalistin und Fernsehmoderatorin
- Maik Beermann (* 1981), Politiker (CDU), Bundestagsabgeordneter
- Xenia Wolfgramm (* 1990), Schauspielerin und Dramaturgin
- Yannik Jaeschke (* 1993), Fußballspieler
- Levent Ayçiçek (* 1994), Fußballspieler
- Nathalie Volk (* 1997), Model und Schauspielerin
- Liv Süchting (* 2000), Handballspielerin
- Lotta Cordes (* 2001), Fußballspielerin

### Persönlichkeiten, die in der Stadt gewirkt haben
- Hilmar von Münchhausen (1512–1573), deutscher Söldnerführer, königlich spanischer Obrist, seit 1565 Pfandherr und Drost auf der Burg Steyerberg, liegt mit seiner Gemahlin Lucia in der St. Martinskirche begraben
- Isaac Lardin von Limbach († 1627), königlich dänischer Obrist und Gubernator der Festung Nienburg
- Emanuel Bruno Quaet-Faslem (1785–1851), Architekt und Baumeister im 19. Jahrhundert, Gründer der ältesten Baufachschule Niedersachsens, später umbenannt in Fachhochschule Hannover, Außenstelle Nienburg, für Architektur und Bauingenieurwesen.
- Heinrich Albert Oppermann (1812–1870), Obergerichtsanwalt und Schriftsteller. Sein von Ferdinand Hartzer gestaltetes Grabdenkmal steht seit 1994 gegenüber dem Theater auf dem Hornwerk.
- Heinrich Gade (1816–1910), deutscher Lehrer und Historiker
- Louis Biester (1882–1965), deutscher Politiker (SPD)
- Friedrich Deckner (1915–2009), Komponist (zum Beispiel „Nienburger Hausspruchkantate“) und Chorleiter
- Eike Hensch (1935–2024), Architekt und Geomant, Professor an der Fachhochschule
- Rolf Grimm (* 1937), Architekt und Historiker, ehemaliger Professor an der Fachhochschule
- Uli Stein (* 1954), ehemaliger Fußballspieler und Europapokalsieger der Landesmeister, spielte bis 1973 für den FC Nienburg
- Christian Stäblein (* 1967), lutherischer Theologe, Predigerseminardirektor, Bischof in Berlin, war von 2002 bis 2008 Pastor an der St. Martinskirche
- Jens Todt (* 1970), ehemaliger Fußballspieler und Europameister, spielte 1978–1989 für den ASC Nienburg